# Domenichino
Domenichino, pseudonimo di Domenico Zampieri (Bologna, 21 ottobre 1581 – Napoli, 6 aprile 1641), è stato un pittore italiano.
Fervente fautore del classicismo, nei suoi dipinti, dove il disegno, appreso da Ludovico Carracci, assume un ruolo preponderante, tende a realizzare composizioni di semplicità e chiarezza narrativa, trasfigurate in un ideale di bellezza classica.
Assieme ai Carracci, Guido Reni, Francesco Albani, Giovanni Lanfranco e al Guercino rappresenta uno dei maggiori pittori barocchi di estrazione emiliana, particolarmente attivo a Roma e nell'ultima parte della sua attività anche a Napoli.

## Biografia

### La formazione a Bologna (1594-1601)

#### Gli inizi nella bottega di Calvaert
Figlio del calzolaio Giovan Pietro e di Valeria, dapprima si dedica a studi umanistici, di grammatica e retorica, ma mostra subito tali interessi artistici che il padre gli permette di frequentare un apprendistato nell'atelier bolognese di Denijs Calvaert insieme col fratello maggiore – che rinuncerà ben presto alla pittura per tornare nella bottega paterna. Domenichino ha per compagni di studio Guido Reni e Francesco Albani, quest'ultimo col quale si lega in fraterna amicizia e di cui condivide l'orientamento classicista.

#### L'ingresso nell'Accademia dei Carracci

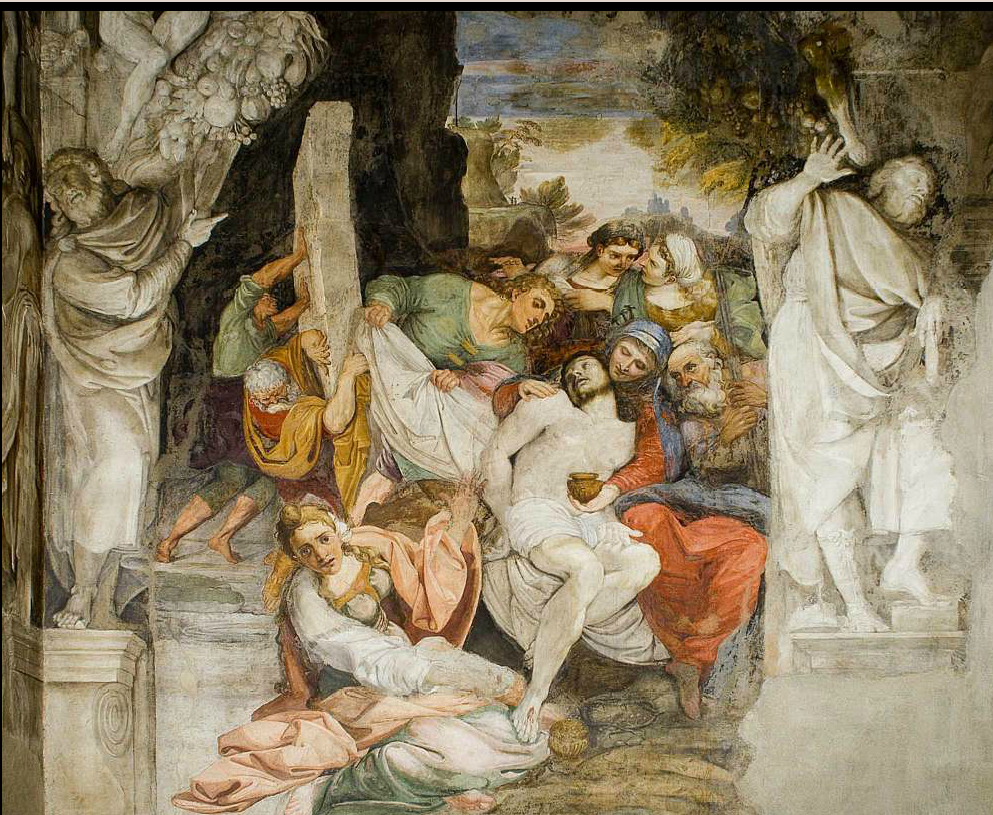
Deposizione nel Sepolcro (1600 ca.), chiesa di San Colombano, Bologna

Quando il collerico Calvaert lo sorprende a copiare stampe di Agostino Carracci, lo caccia dalla bottega nel 1595. Domenichino trova accoglienza nell'Accademia degli Incamminati retta, in assenza di Annibale Carracci allora operoso a Roma nel cantiere di palazzo Farnese, dal fratello Agostino e il cugino Ludovico. Si è detto che fosse chiamato Domenichino per la piccola statura; è però più probabile che il nomignolo si riferisse alla sua ingenuità e alla morbosa timidezza della sua indole.
Nel periodo di formazione a Bologna il Domenichino non riceve nessuna commessa autonoma, tuttavia com'era solito fare per gli allievi dell'Accademia, figura tra i collaboratori dei lavori commissionati ai maestri. Questo è il caso delle decorazioni dell'oratorio di San Colombano, per il quale il Domenichino figurò nell'entourage di Ludovico Carracci, assieme al Reni e all'Albani, realizzando la scena della Deposizione nel sepolcro; tale assunto è tuttavia frutto esclusivamente di indagini stilistiche successive, poiché l'unico pittore meritevole di menzione nella schiera di collaboratori dei Carracci fu l'Albani.
Successivamente il pittore intraprese viaggi a Parma per studiare il Correggio, e secondo il Passeri e il Bellori anche a Mantova e Venezia per apprendere le tonalità e le prospettive della pittura locale.
Così come avvenne per Guido Reni prima e per Francesco Albani poi, anche il Domenichino lascia l'Accademia per raggiungere nel 1601 Annibale Carracci a Roma, dove darà una svolta decisiva alla sua carriera.

### I successi a Roma (1601-1618)

#### I lavori al seguito di Annibale Carracci

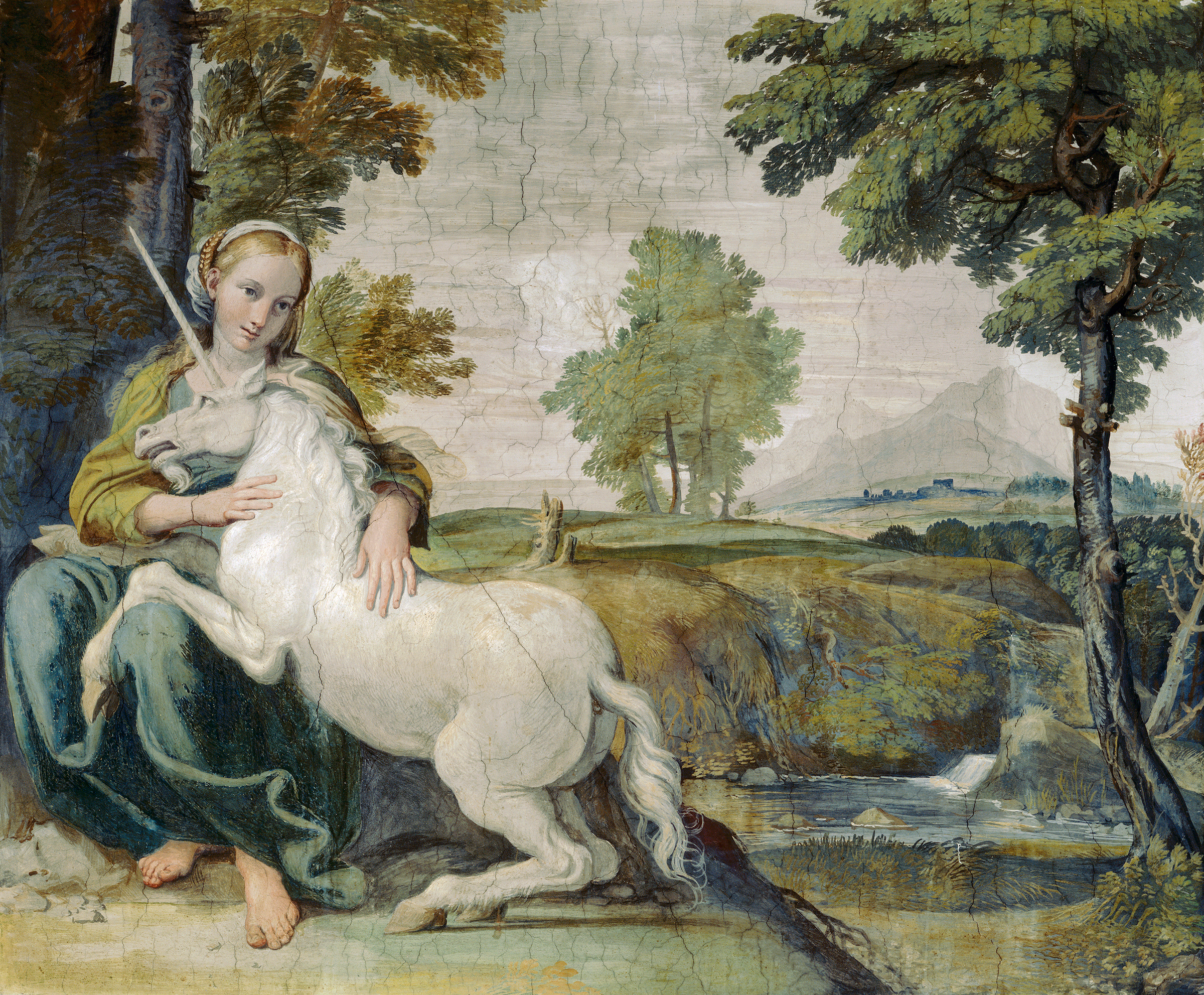
Fanciulla e l'unicorno (1602 ca.), particolare del ciclo dellAmore degli dei di palazzo Farnese, Roma

A Roma il Domenichino visse nel Rione Monti presso il convento di Santa Prassede, insieme a Guido Reni all'amico Francesco Albani (partito appena sei mesi prima), per studiare le opere di Raffaello e collaborare con Annibale Carracci, di cui restò allievo fino alla morte del maestro (avvenuta nel 1609), al tempo forse il più apprezzato pittore operante nella città pontificia.
I primi lavori vedono dunque il Domenichino facente parte dello staff di collaboratori del Carracci, dove coadiuva nella realizzazione delle numerose commesse di cui fu investito in quel periodo il maestro: secondo il Passeri pare abbia collaborato infatti nelle lunette Aldobrandini per il cardinale Pietro, dove in realtà sarebbe stato tra gli aiutanti dell'Albani, a cui fu subappaltata tacitamente la commessa, mentre di certo ha lavorato per i Farnese, dove partecipa ai lavori di completamento della decorazione della Galleria di palazzo in campo de' Fiori (1604-1605) dipingendo la Fanciulla e l'unicorno (1604–1605) per la serie degli Amori degli dei, e tre paesaggi mitologici, tra cui la Morte di Adone, nella Loggia del Giardino, o infine nel ciclo per la cappella Herrera, dove compie alcuni interventi minori. Con gli affreschi farnesiani il pittore si può dire che il Domenichino abbia finito l'apprendistato presso la scuola di Annibale Carracci, avendo il maestro espressamente apprezzato il lavoro svolto dal suo aiutante.

#### Il legame col Giovanni Battista Agucchi e le prime commesse autonome

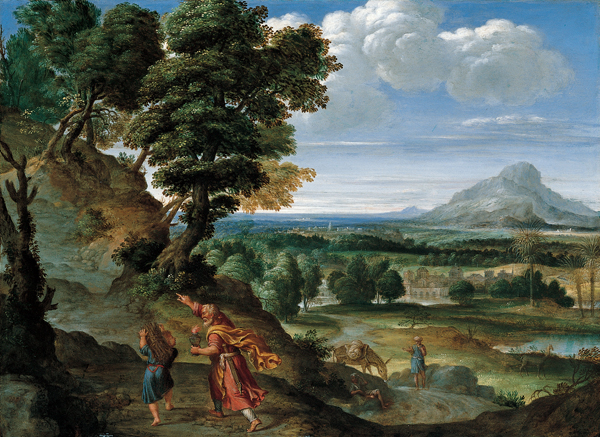
Paesaggio con Abramo e Isacco (1602), Kimbell Art Museum, Fort Worth

Le prime opere del Domenichino, chieste personalmente a lui e non realizzate per il tramite di altri destinatari, vengono acquistate dal cardinale Pietro Aldobrandini, "cardinal nepote" dell'allora pontefice in carica, Clemente VIII, nel cui primissimo inventario figurano opere per lo più di scuola emiliana, soprattutto di Annibale Carracci, di Ludovico e dei loro scolari, quindi Albani, Reni, Viola e per l'appunto il Domenichino. Tra le prime opere che figurano nella collezione, giunte per il tramite del suo segretario, Giovanni Battista Agucchi, nonché futuro protettore del pittore, vi sono il San Girolamo nel deserto (oggi a Londra) e il piccolo rame con Abramo e Isacco (a Fort Worth), nel quale si dà già prova dell'arte di paesaggista del Domenichino.

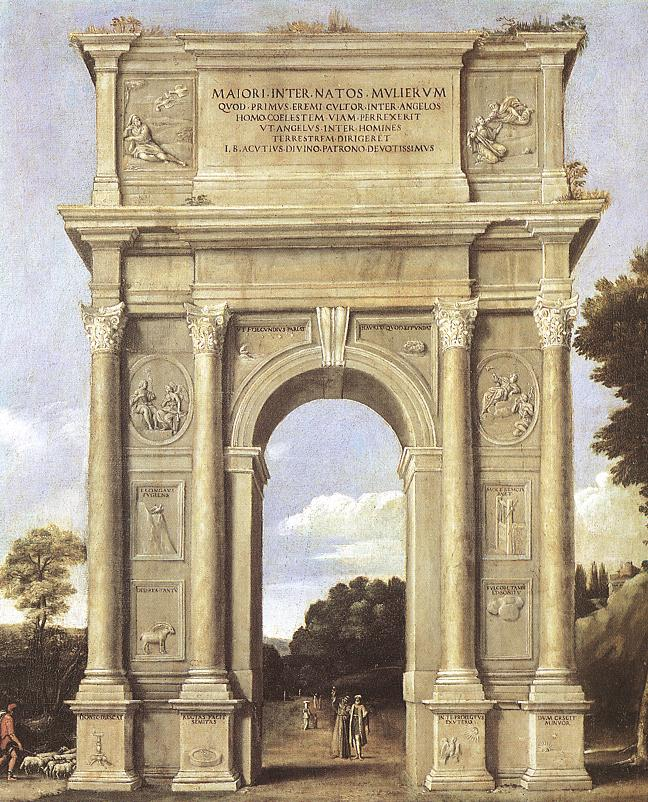
Arco di Trionfo (1607-1610), Museo del Prado, Madrid (su modello dell'Arco di Traiano di Ancona)

Dello stesso anno sono anche il Cristo alla colonna della raccolta Hazlitt di Londra, la Susanna della collezione Pamphilj (oggi all'omonima Galleria di Roma, che tuttavia la critica moderna propende nel ritenerla un'opera autografa di Annibale) la Pietà di Brocklesby Park, in Gran Bretagna e il Ritratto di giovane del museo di Darmstadt, il quale benché in passato fosse considerato un autoritratto, non corrisponde ai tratti somatici dell'artista descritti nelle fonti letterarie, forse si tratta del ritratto di Antonio Carracci, figlio di Agostino. Mentre le prime due testimoniano l'espressione dei sentimenti vicini allo stile carraccesco, e quindi l'evoluzione stilistica che stava attuando il pittore, le ultime due così come le prime dell'inventario Aldobrandini testimoniano un'influenza ancora legata alle tendenze bolognesi. Al 1605 risale invece la Sant'Agnese (oggi alla Galleria nazionale di palazzo Barberini) che fu eseguita su modello della Fanciulla e l'unicorno di palazzo Farnese.
Dal 1604 il Domenichino vive a casa di Giovanni Battista Agucchi, con cui era entrato in contatto già in occasione delle immissioni delle prime opere nella collezione Aldobrandini, per il quale il pittore dipinge la Liberazione di san Pietro da collocare nella chiesa di San Pietro in Vincoli, occasione che risulta propizia per diventare suo amico e protetto, dai cui colloqui prende parte la formulazione teorica del movimento classicista.

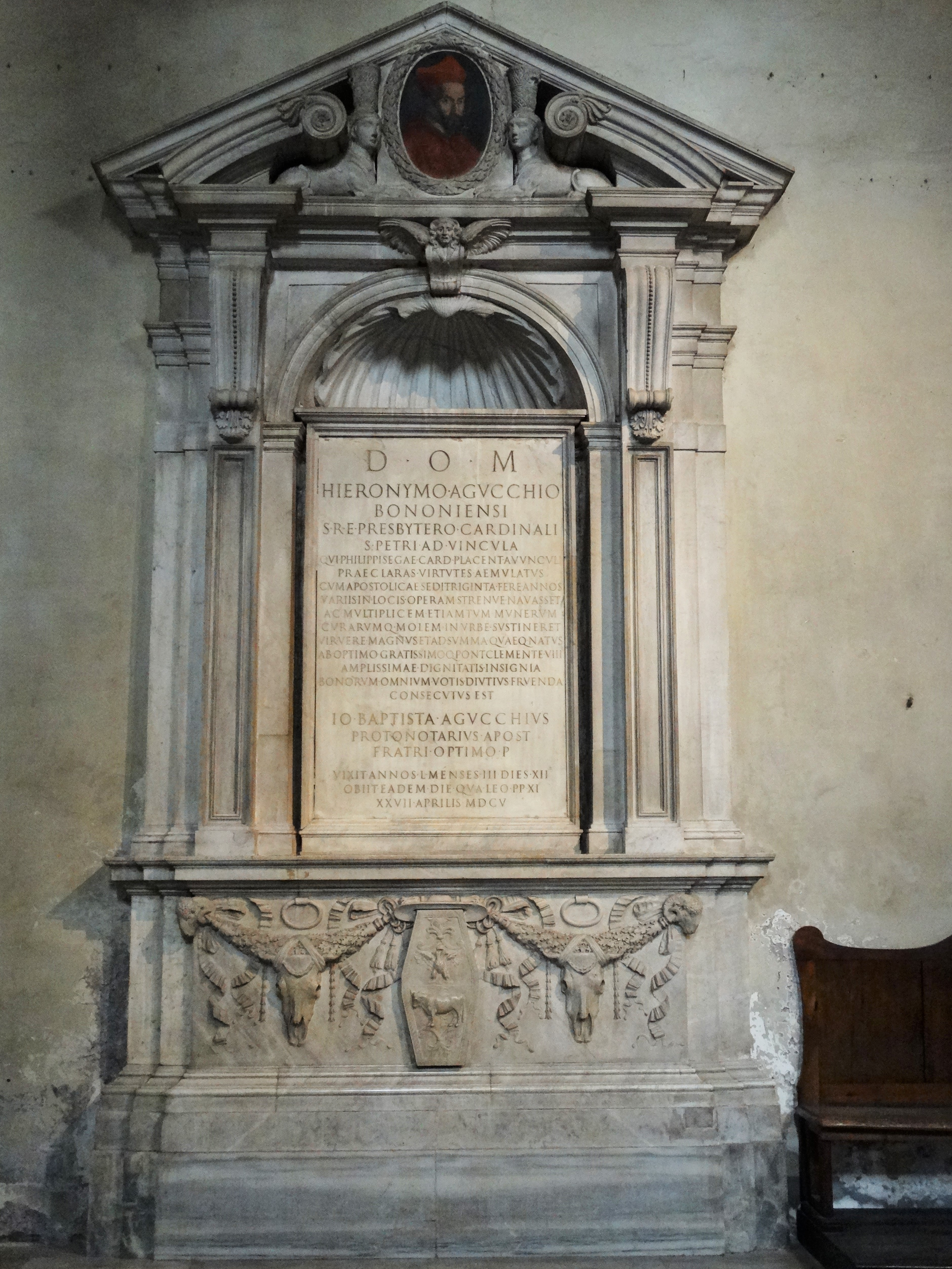
Tomba di Girolamo Agucchi (1605-1606), basilica di San Pietro in Vincoli, Roma

La relazione tra i due fu particolarmente proficua per entrambi, dove se il Domenichino ricevette svariate commesse per intercessione dell'Agucchi, questi contribuì attraverso gli sviluppi dei suoi studi alla formulazione del Trattato sulla pittura (1609-1612) che il diplomatico stava scrivendo in quegli anni. L'Agucchi nutre profonda ammirazione per il Domenichino, che lo seguirà per tutta la sua vita, poiché vede in lui ciò che è il suo pensiero sull'estetica, dove il bello non è frutto del semplice dipinto dal vero, ma bensì dell'imitazione dell'ideale.
Il risultato della pala di San Pietro trovò elogi anche dal fratello dell'Agucchi, il cardinale Girolamo, grazie al quale ottiene la commessa per i tre affreschi nella chiesa di Sant'Onofrio al Gianicolo (1604-1605) e nel 1605 quella del proprio ritratto ufficiale (oggi agli Uffizi). Per lo stesso cardinale il Domenichino disegna e progetta l'anno seguente, su commessa di Giovanni Battista, anche il monumento funebre (1605-1606) nella chiesa di San Pietro in Vincoli, che costituisce il primo lavoro di architettura-scultura dell'artista, sul cui timpano realizza anche il piccolo tondo col Ritratto di Girolamo.

#### I capolavori (1608-1618)

##### Gli affreschi
La protezione di monsignor Giovanni Battista Agucchi consente al Domenichino di ricevere la meritata considerazione nel palcoscenico romano e di conseguenza molte commissioni, in particolare grandi cicli di affreschi, che saranno nella sua carriera la sua peculiarità artistica.

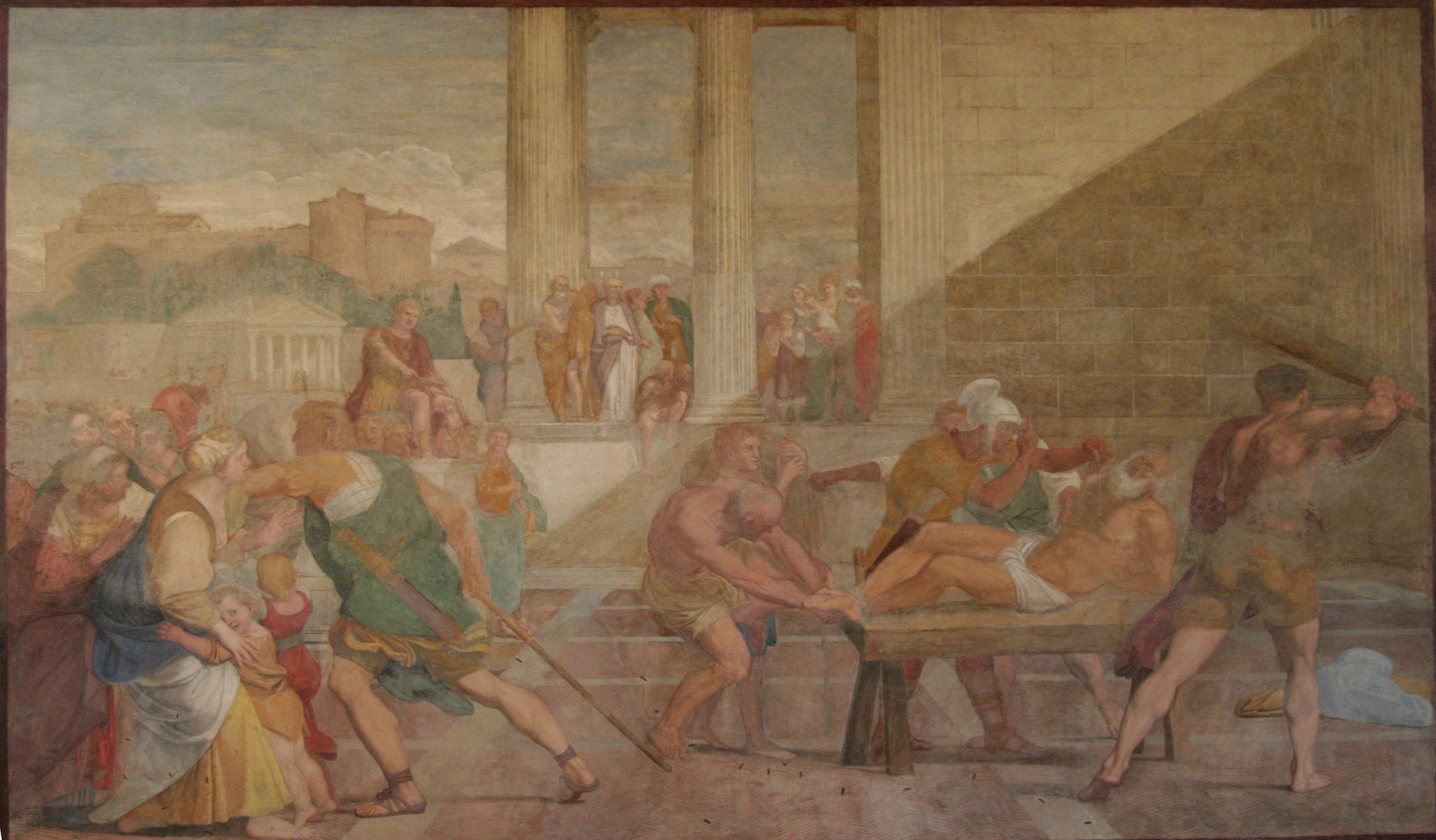
Domenichino, Flagellazione di Sant'Andrea, 1608, San Gregorio al Celio

Nel 1608 inizia l'affresco con la Flagellazione di sant'Andrea nell'oratorio della chiesa di San Gregorio al Celio, dove inserisce le piccole figure in una piazza romana chiusa da un muro e dalle colonne di un tempio con nello sfondo a sinistra una città antica e collabora con l'Albani alle decorazioni di palazzo Mattei di Giove a Roma, affrescando una Rachele al pozzo. Ottiene poi il compito di affrescare con le Storie di San Nilo la cappella dei Santissimi Fondatori nell'abbazia di San Nilo a Grottaferrata (1608-1610), il cui abate commendatario è Odoardo Farnese. Questo lavoro, che rappresenta l'ultimo contatto che il pittore ha con Annibale Carracci, il quale fornì due disegni per due evangelisti dei pennacchi, prima della sua morte nel 1609, costituisce il trampolino di lancio definitivo del Domenichino sul palcoscenico nazionale, rendendolo tra i maggiori pittori del tempo. L'occasione fu inoltre chiarificatrice di quelle inclinazioni (già avvertibili nelle opere precedenti) stilistiche che saranno il fulcro dell'arte del Domenichino, ossia dell'attenzione verso il mondo antico e la l'architettura classica.
A luglio del 1609 Annibale Carracci muore; sul palcoscenico romano dominano la scena Guido Reni su tutti, con anche Francesco Albani e il Domenichino, mentre il Lanfranco, il Badalocchio e Antonio Carracci lasciarono (chi più, chi meno temporaneamente) la città romana per fare ritorno per qualche anno in Emilia.
Il 30 settembre 1609 Domenichino riceve un pagamento dal marchese Vincenzo Giustiniani, potente banchiere e uomo d'affari genovese di stanza a Roma, che per la sua villa fuori porta (a Bassano Romano) chiamò il pittore alla realizzazione delle Storie di Diana. Anche in questo si consolida quanto già manifestato a Grottaferrata, ossia con la composizione che sintetizza in maniera eccelsa il colorismo, l'attenzione verso il classicismo e la sensibilità sotto il piano emotivo-espressivo dei personaggi.
All'inizio del secondo decennio del secolo il pittore riceve dagli eredi di Pierre Polet la commissione della decorazione della cappella della propria famiglia in San Luigi dei Francesi, che concluderà nel giro di tre anni, realizzando nelle pareti laterali e nel riquadri della volta scene sulle Storie di santa Cecilia, con le figure che derivano direttamente da statue classiche e dall'opera di Raffaello, che costituiranno l'apice del classicismo del Domenichino.

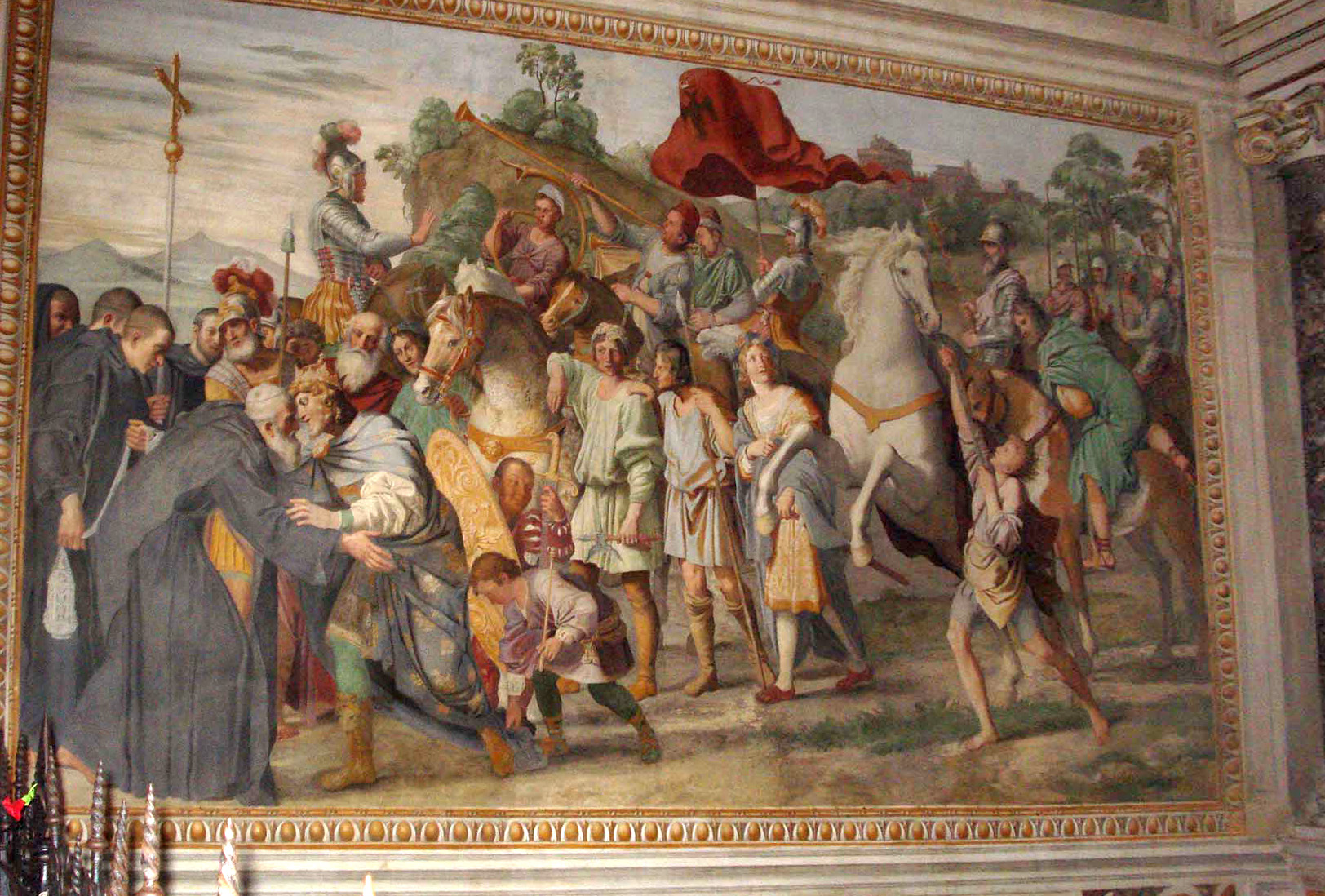
Incontro tra san Nilo e Otto III, (1608-1610), ciclo delle Storie del santo nell'Abbazia di San Nilo, Grottaferrata
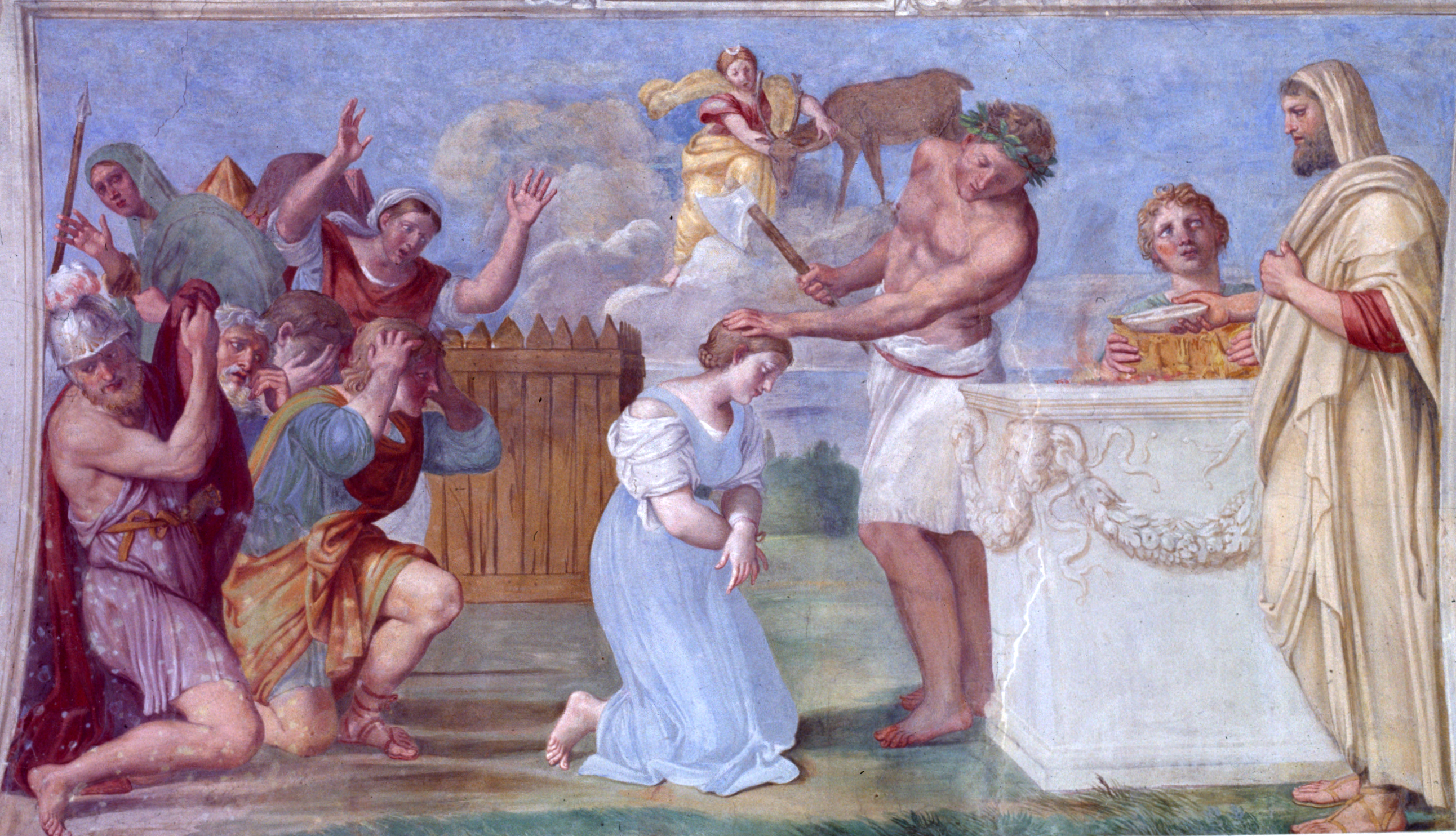
Sacrificio di Ifigenia (1609), ciclo delle Storie di Diana di palazzo Giustniani, Bassano Romano
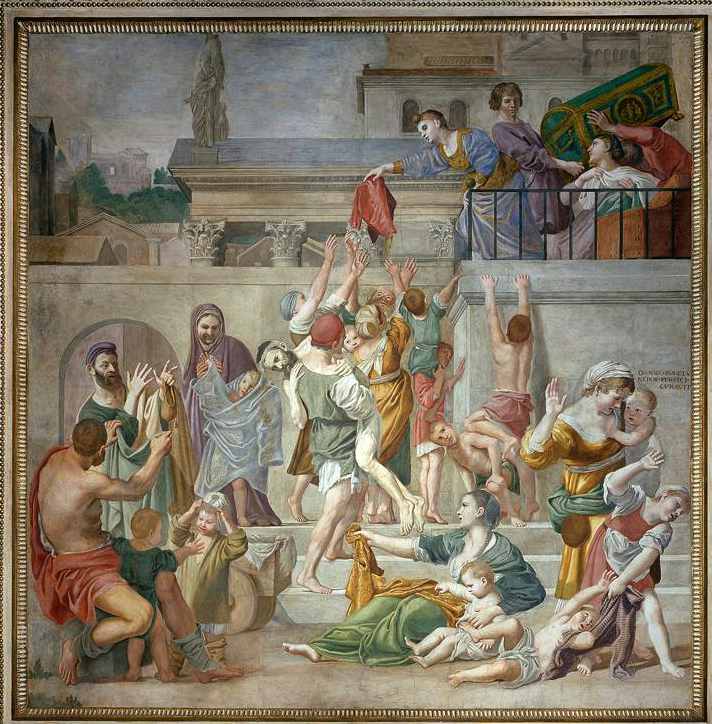
Elemosina di Santa Cecilia, (1612-1615), ciclo delle Storie della santa nella chiesa di San Luigi dei Francesi, Roma

##### Le tele

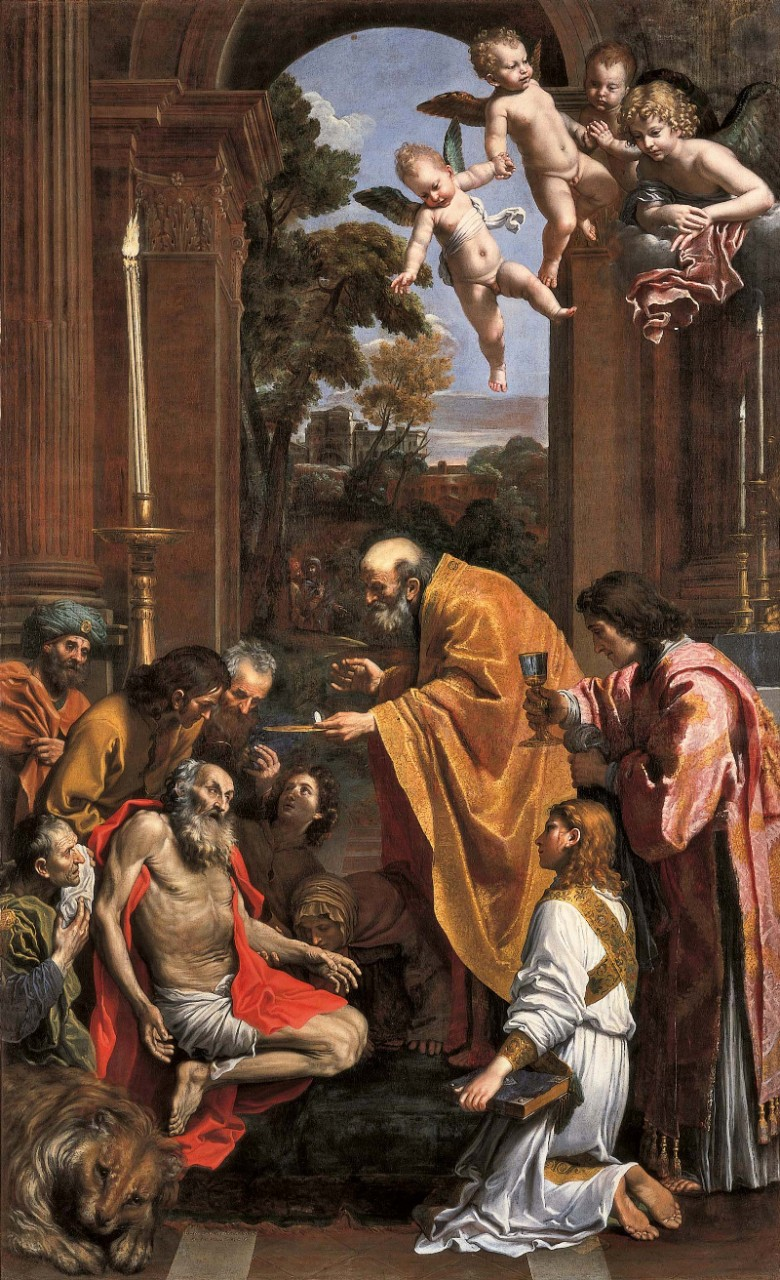
Comunione di san Girolamo (1614), Musei Vaticani, Città del Vaticano

Parallelamente agli affreschi il pittore esegue a partire dal secondo decennio del Seicento anche una serie di capolavori su tela per collezioni private e pubbliche. Non si trovò mai a lavorare direttamente per Paolo V Borghese, poiché questi vedeva in Guido Reni l'autore più idoneo a soddisfare le proprie richieste. Intorno al 1610 dipinge, eccezionalmente su tavola, il Paesaggio con san Girolamo, ora nel Kelvingrove Art Gallery and Museum di Glasgow, di cui la figura del leone, secondo la leggenda guarito da Girolamo, è derivata da una xilografia di Tiziano, confermando lo sguardo all'arte veneziana nella pittura di paesaggio dei Carracci e di Domenichino.

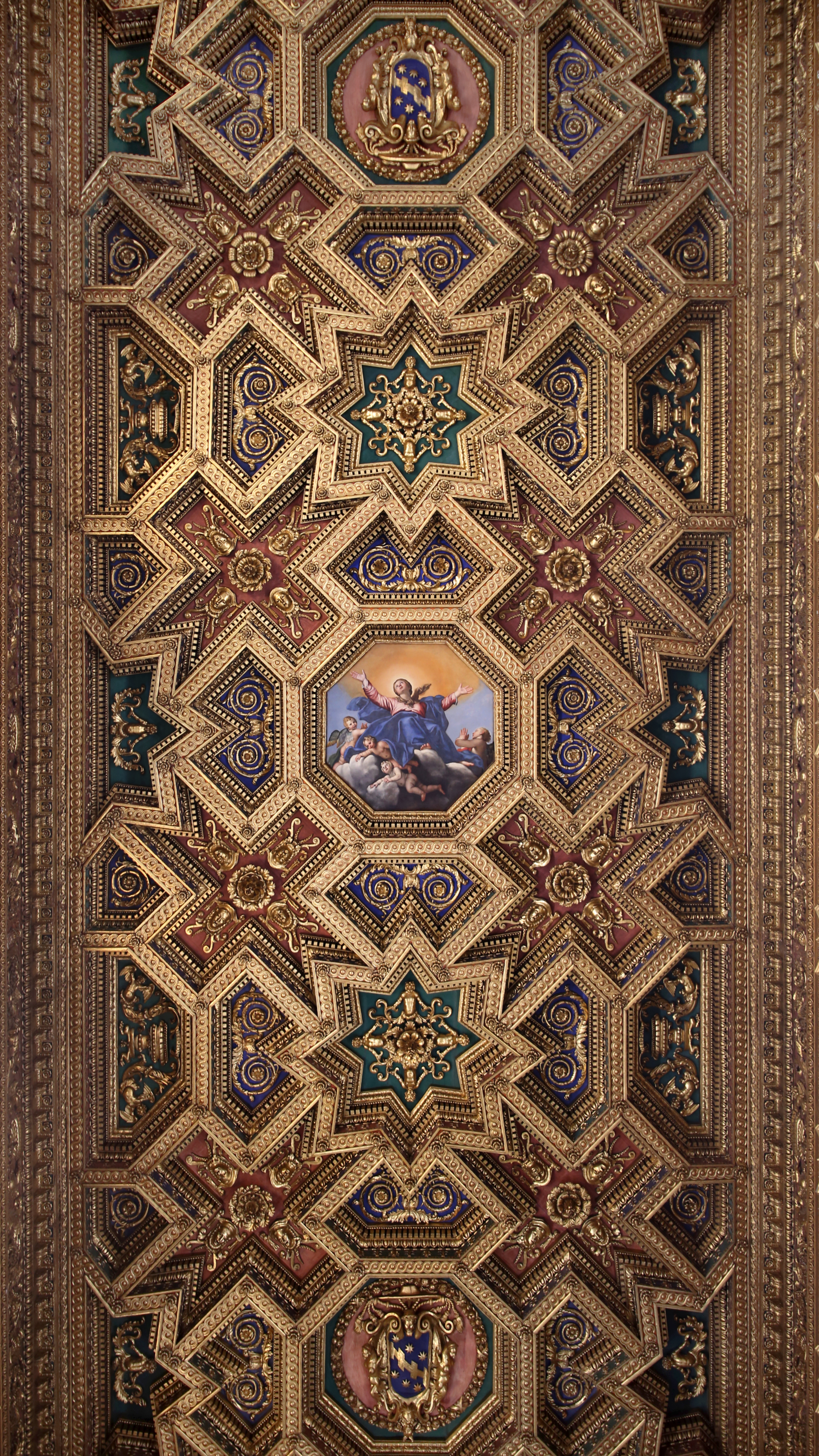
Il soffitto ligneo con l'Assunta (1617), chiesa di Santa Maria in Trastevere, Roma

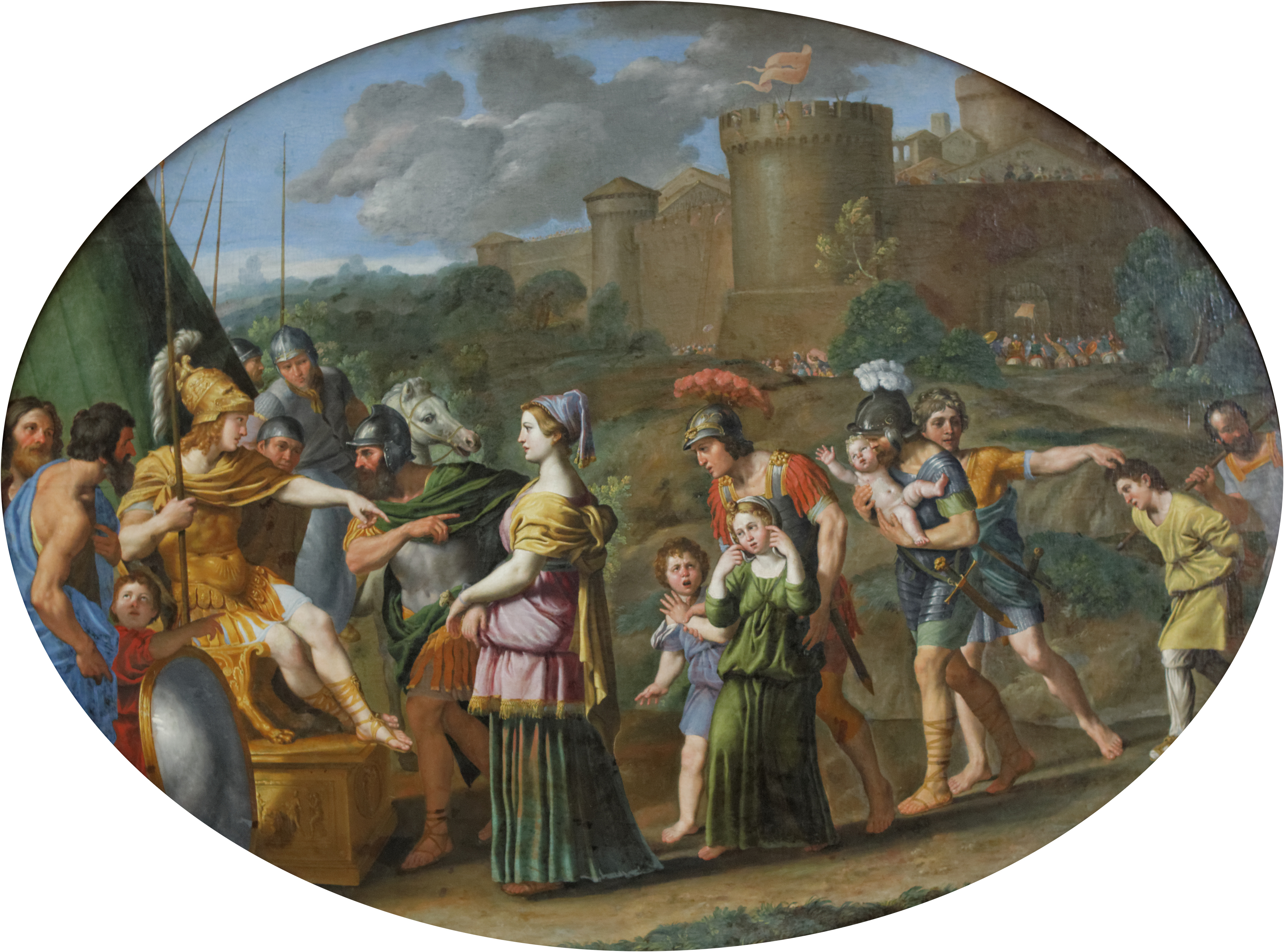
Timoclea prigioniera portata davanti ad Alessandro (1616 ca.), Museo del Louvre, Parigi

Nel 1614 realizza la grande Comunione di san Girolamo per la chiesa di San Girolamo della Carità, oggi nei Musei Vaticani. Eseguito per l'altare maggiore, il dipinto mostra riferimenti evidenti con la tela eseguita da Agostino Carracci per la chiesa di San Girolamo alla Certosa a Bologna, riprendendone il colorismo raffinato e l'attenzione agli effetti psicologici dei personaggi; rispetto al dipinto di Agostino, Domenichino inverte la composizione e diminuisce il numero dei personaggi. Il Lanfranco utilizzerà queste similitudini per screditare il Domenichino più avanti, nel 1621, in occasione dell'investitura della commessa degli affreschi di Sant'Andrea della Valle, asserendo che il collega fosse tacciabile di plagio.
Nel 1615 termina l'Angelo custode per la chiesa di San Francesco d'Assisi di Palermo, commissionata dalla famiglia Vanni, successivamente che verrà mutilata della parte superiore, oggi al museo di Capodimonte di Napoli. Un anno dopo il pittore subentra nella serie con le Storie di Alessandro commissionate dal cardinale Alessandro Peretti a vari pittori di scuola emiliana e non, realizzando l'undicesimo tondo con la scena di Timoclea prigioniera portata davanti ad Alessandro, oggi al Louvre di Parigi.
Nel 1616 il pittore realizza il Ritratto del cardinale Jean de Bonsy (oggi a Montpellier), con cui pare sia entrato in contatto per il tramite di Giovanni Battista Agucchi che doveva conoscere già dal 1600 quando il cardinale Pietro Aldobrandini cerimoniò a Lione il matrimonio tra Enrico IV e Maria de' Medici.
Ancora grazie all'Agucchi il Domenichino instaura un rapporto lavorativo proficuo con Pietro Aldobrandini, per il quale realizzò comunque già la pala di San Girolamo della Carità di cui il prelato era protettore della congregazione appartenente, oltre alle opere dei primi del Seicento che furono acquistate dal prelato una volta che il pittore giunse a Roma. Domenichino riceve quindi l'incarico di eseguire una serie di paesaggi ad affresco nella villa Aldobrandini a Frascati (1616-1618), tra cui alcuni riprendenti Storie di Apollo, di cui diversi di questi oggi staccati e conservati nella National Gallery di Londra. Nel 1617 per volere dello stesso Aldobrandini viene collocata nella volta della chiesa di Santa Maria in Trastevere (di cui l'Agucchi assunse il ruolo di supervisore ai lavori) la tela ottagonale dell'Assunta, inserita al centro di un prezioso soffitto ligneo decorato con gli stemmi Aldobrandini e progettato dallo stesso pittore (che rappresenta quindi a quella data la seconda opera non pittorica della sua carriera).
Domenichino riceve nello stesso 1617 il pagamento da Scipione Borghese per la Caccia di Diana e per la Sibilla Cumana, entrambe oggi nella Galleria omonima. I due quadri erano in realtà stati commissionati anch'essi dal cardinale Aldobrandini per la collezione sita nel palazzo a Magnanapoli, tuttavia Scipione ne apprezzò particolarmente l'esecuzione al punto da farseli consegnare dal pittore con la forza, trattenendolo per alcuni giorni in prigione così da per poter far cedere al "ricatto" il cardinale Aldobrandini.
Al 1617-1618 risale invece la commessa di Ludovico Ludovisi della Santa Cecilia che suona il violino (oggi al Louvre di Parigi), prima di una copiosa serie di opere che giungeranno nella collezione Ludovisi allorquando un cardinale della famiglia diverrà nuovo pontefice (Alessandro nel 1621, col nome di Gregorio XV).

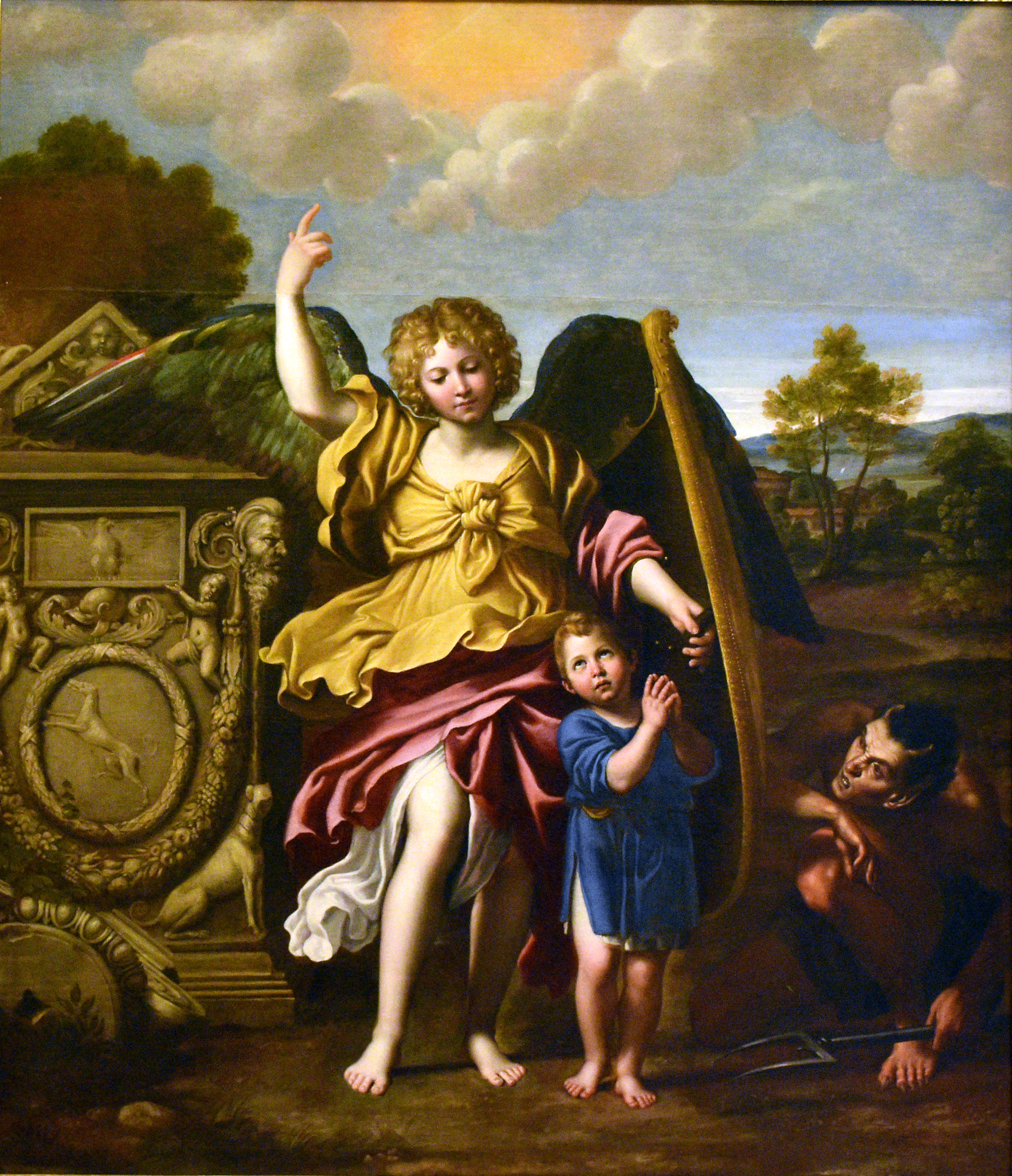
Anglo custode (1615), Museo di Capodimonte, Napoli
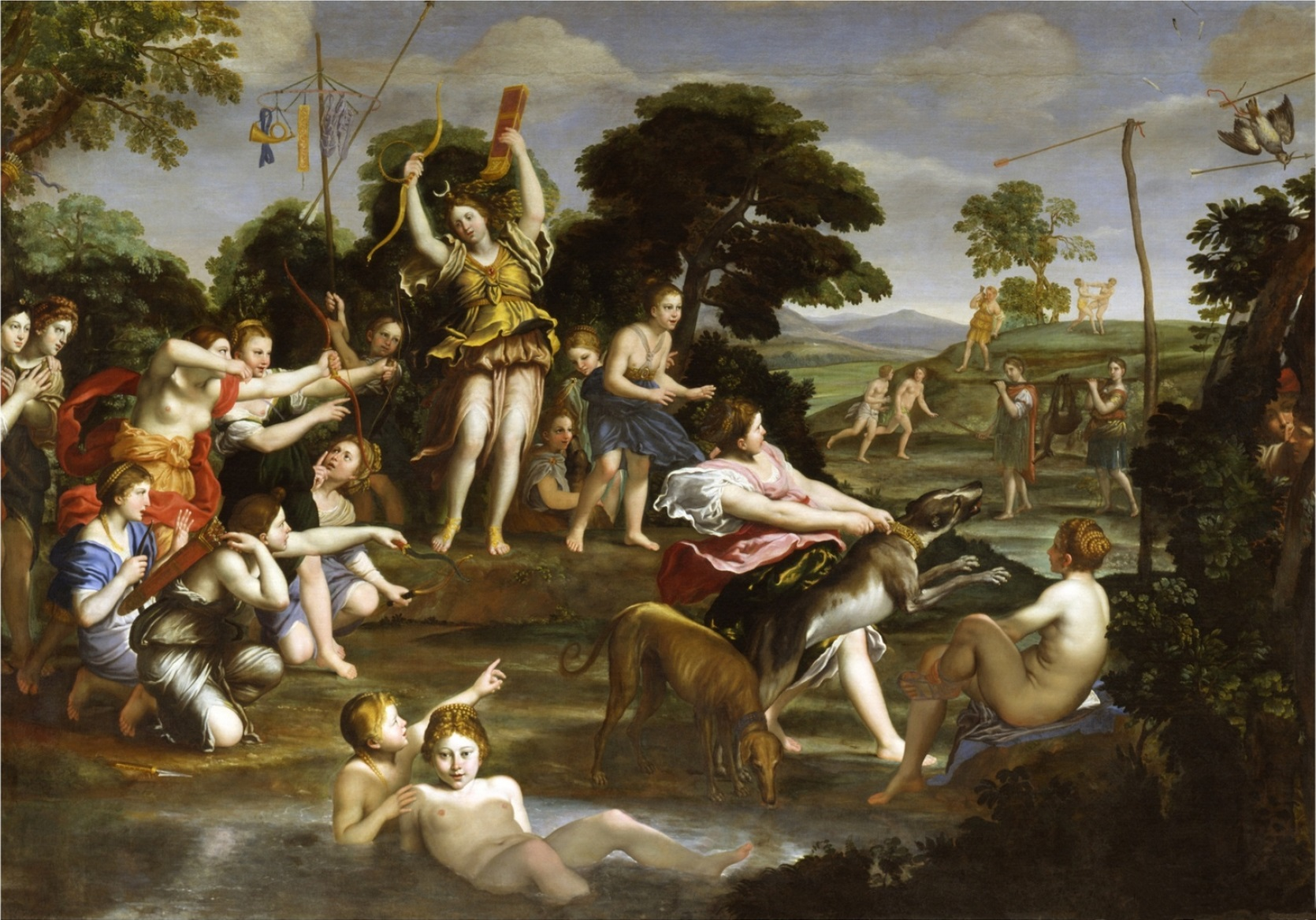
Caccia di Diana (1617), Galleria Borghese, Roma
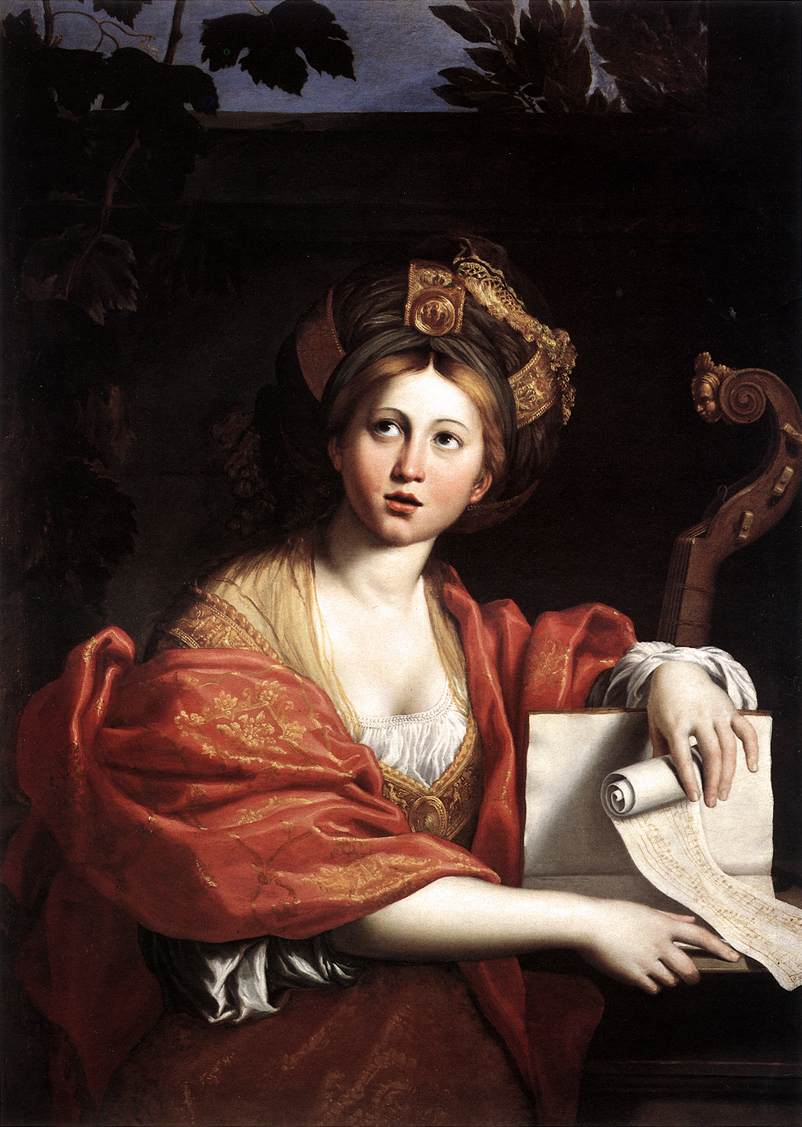
Sibilla Cumana (1617 ca.), Galleria Borghese, Roma
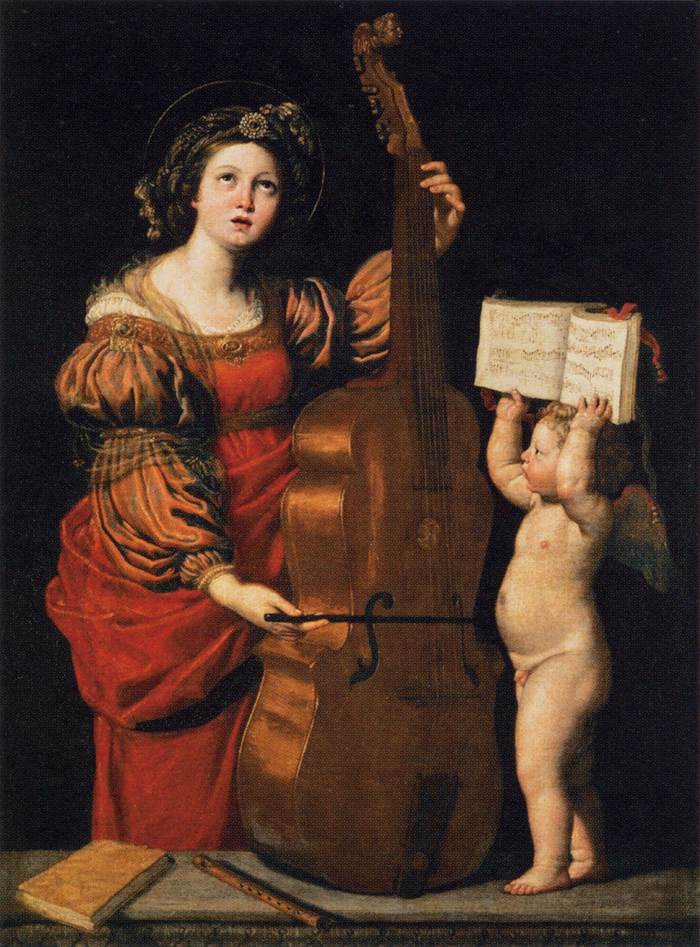
Santa Cecilia suona il violino (1617-1618), Museo del Louvre, Parigi

### Il rientro a Bologna (1618-1620)

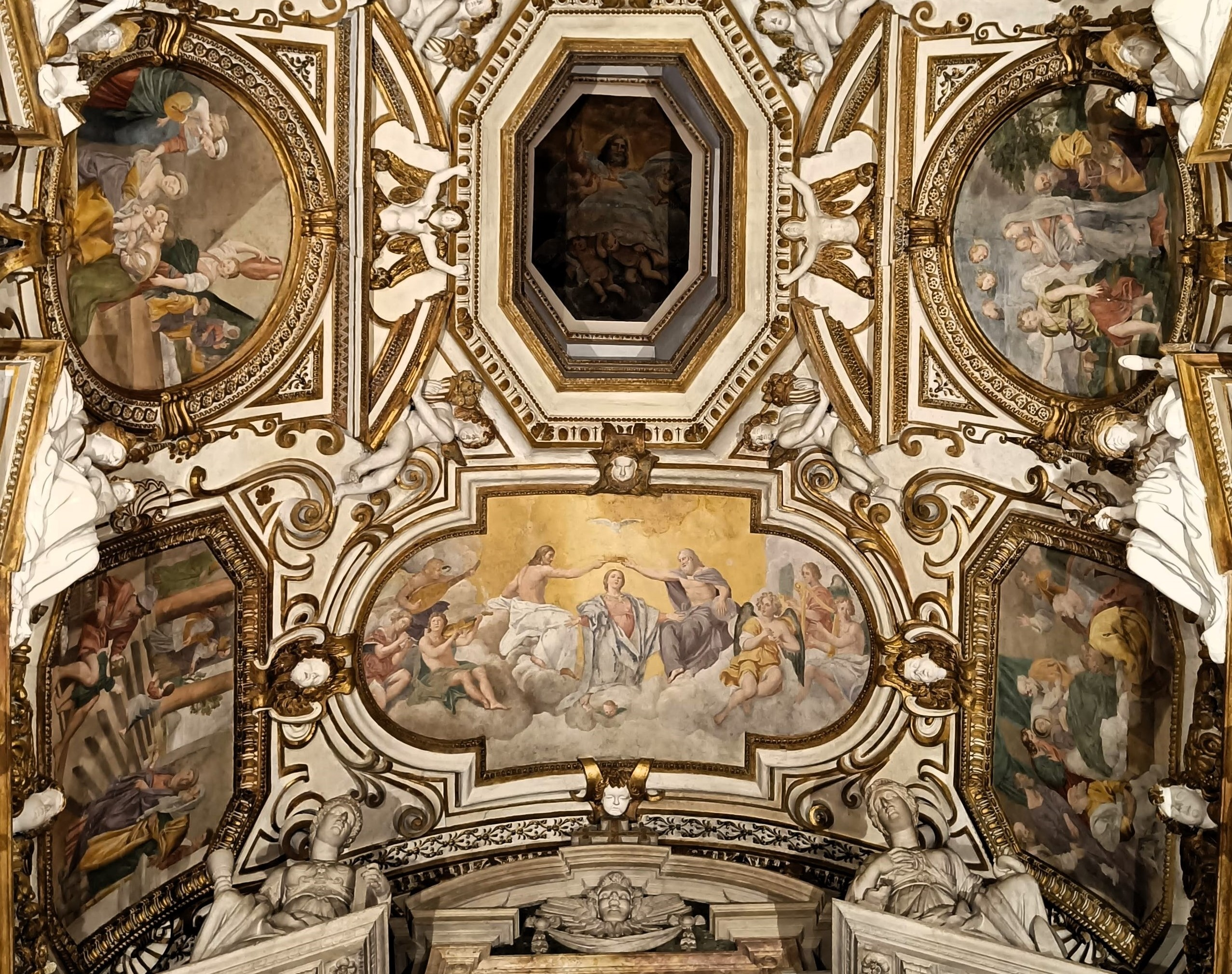
Particolare della volta della cappella Nolfi con Storie della Vergine (1618-1619), duomo di Fano

L'artista lascia Roma nel 1618, il Domenichino fa un breve soggiorno a Fano nel gennaio dello stesso anno, dove lavora per Guido Nolfi alla decorazione con le Storie della Vergine della cappella familiare nel duomo cittadino. La remunerazione era particolarmente elevata, prevedendo l'esecuzione di ben sedici scene affrescate, di cui erano pronti i cartoni preparatori già un anno prima, nel 1617. Il ciclo fu completato nell'aprile 1619, dove si registra l'ultimo pagamento, riscuotendo particolare successo, tant'è che il Passeri lo appella eseguito "con gusto e con amore".
Intanto già nel 1618 il pittore fa ritorno a Bologna per iniziare la pala della Madonna del Rosario, commissionata da Lorenzo Retta per la chiesa di San Michele in Bosco, e il Martirio di sant'Agnese, commissionata da Pietro Martire Carli per il convento di Sant'Agnese (entrambe le opere oggi alla Pinacoteca di Bologna), che però sarà completata solo l'anno dopo, quando il pittore fu rientrato a Roma.
Nel 1620 il domenichino sposa Marsibilia Barbetti. A Bologna il pittore, di cui il prestigio della sua attività romana era giunto anche fino a lì, trova i dovuti elogi dagli artisti locali nonché dall'antico maestro, Ludovico Carracci.

Martirio di san Pietro (1618-1620), Pinacoteca Nazionale, Bologna

Tra il 1619 e il 1621, prima rientrare a Roma, il pittore lavora per il marchese Giacomo Filippo Spada (forse ancora per il tramite dell'Agucchi), fratellastro del più noto cardinale Bernardino, realizzando per la chiesa di Santa Caterina martire di Faenza  (oggi alla Pinacoteca di Bologna) il grande dipinto del Martirio di san Pietro da Verona, che costituisce probabilmente l'opera qualitativamente più alta del periodo bolognese, eseguito su un prototipo di Tiziano già nella chiesa dei Santi Giovanni e Paolo a Venezia andato distrutto nel 1867, anche se nelle figure, lineari e asciutte, non vi è nulla di tizianesco, mentre il prevalente paesaggio può ricordare il Veronese.
Il primo figlio del Domenichino viene battezzato nel 1621 nella chiesa di San Petronio a Bologna dal cardinale Alessandro Ludovisi, che tre giorni dopo (il 9 febbraio) diventerà papa, col nome di Gregorio XV. Il regno di Paolo V Borghese si chiuse quindi a vantaggio di quello di un pontefice bolognese, che favorì il rientro a Roma degli artisti emiliani più famosi, tra cui per l'appunto il Domenichino.

### Il ritorno a Roma al seguito di papa Gregorio XV (1621)

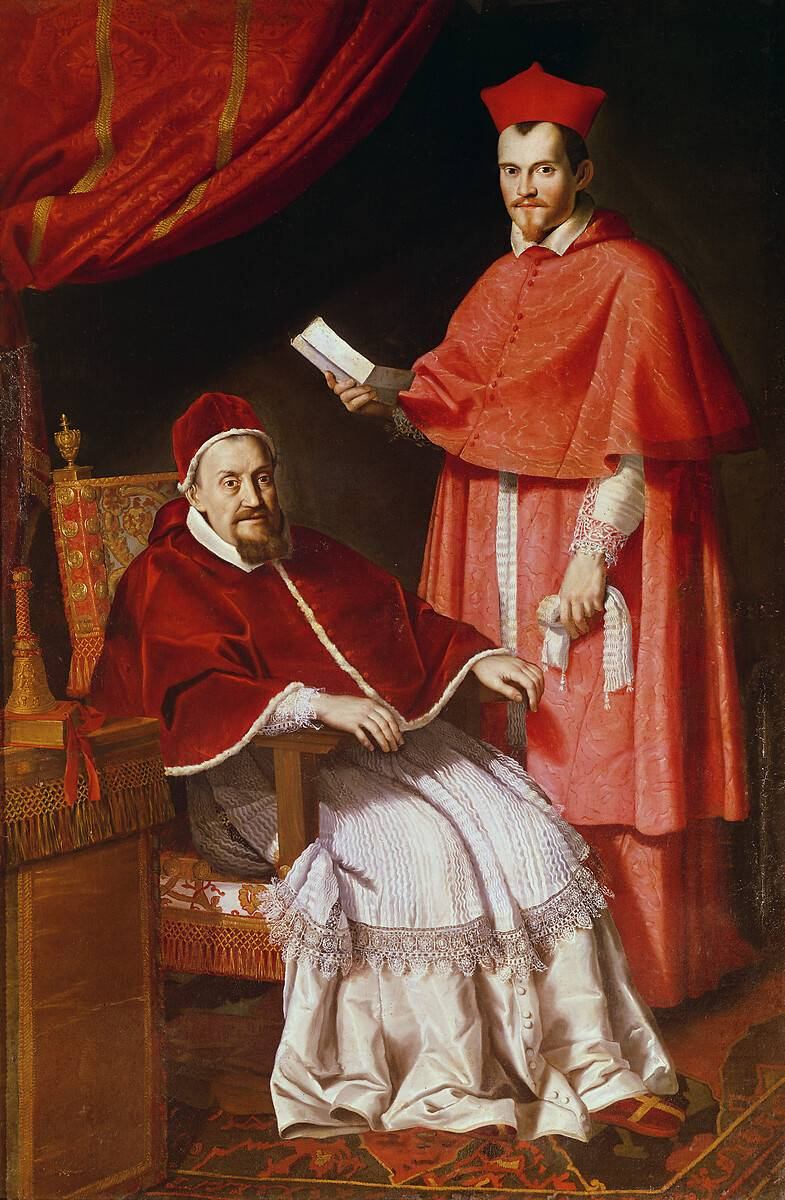
Ritratto di papa Gregorio XV con il cardinale Ludovico Ludovisi (1621-1622), Musée des Beaux-Arts, Béziers

#### Le commesse Ludovisi (1621-1623)
Chiamato nel 1621 a Roma dal nuovo pontefice, il primo aprile è nominato architetto generale della Camera apostolica, seppur non progetterà alcun edificio anche per via della breve durata del pontificato Ludovisi.
Nella la collezione Ludovisi confluiscono tuttavia molte opere del pittore, che realizza pressoché tutto nel breve giro di anni che lo vedono iniziare i lavori al cantiere di Sant'Andrea della Valle. Il cardinale Ludovico commissionò in prima istanza il proprio ritratto ufficiale che accompagna quello dello zio pontefice (oggi a Béziers), cui seguirono una serie di paesaggi, tra cui i due con storie di Ercole, il Paesaggio con Caco e quello con la Fuga in Egitto, tutti al Museo del Louvre di Parigi e infine il Peccato originale (oggi alla Galleria Pallavicini di Roma).
Nel 1626 partecipa inoltre al concorso bandito dal cardinale Ludovisi per il progetto della chiesa di Sant'Ignazio, che tuttavia non fu accolto dai padri gesuiti che gli preferirono quello di Orazio Grassi.

#### L'Aurora Patrizi(1622)

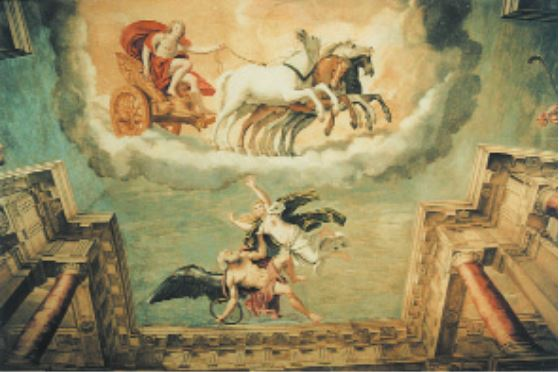
Carro di Apollo e allegoria del Tempo (1622), palazzo Costaguti, Roma

Tra il 1621 e il 1622 Domenichino completa per il cardinale Costanzo Patrizi il ciclo del Carro di Apollo e Il Tempo che svela la Verità, avviato già nel 1614 e collocato nella volta di una sala al piano nobile del palazzo Patrizi Costaguti di Roma. L'opera costituisce uno dei momenti più alti del pittore, collocandosi stilisticamente tra la versione di Guido Reni, che dà il via al concetto narrativo, quando già nel 1614 compie la grande scena del Carro dell'Aurora per la volta del casino di Scipione Borghese a Montecavallo, attuale palazzo Pallavicini Rospigliosi, che diverrà modello per tutti gli artisti successivi, e il Guercino che compirà un anno prima del Domenichino la sua versione nel casino Ludovisi (a quella data tuttavia il tema centrale del soggetto del Domenichino doveva essere già concluso).
In questo ciclo il Domenichino si colloca sì temporalmente all'ultimo posto rispetto ai suoi colleghi emiliani, ma stilisticamente si pone in una posizione intermedia tra le altre due versioni, dove alla stesura a mo' di quadro riportato secondo lo stile reniano, si associa un'unità d'insieme rispetto alle altre figure allegoriche poste ai margini della finta architettura marmorea (realizzata da Agostino Tassi) che è invece presente nell'opera guercina.

#### Il cantiere di Sant'Andrea della Valle (1622-1628)
Nel 1622 il Domenichino ottenne l'incarico più vasto e importante della sua attività fino a quel momento, ossia di affrescare i pennacchi e il coro della basilica di Sant'Andrea della Valle, a cui qualche anno dopo si aggiunsero i cicli sulle Storie della vita del santo nell'abside. Si trattò di un lavoro complesso, il più importante cantiere attivo in quel periodo a Roma, su cui si impegnò il pittore per sei anni dedicandosi all'impresa fino al febbraio del 1628.

Il cardinale Alessandro Peretti Montalto fu il committente dell'opera, che scelse per la sua esecuzione il Domenichino seppur in prima istanza avrebbe promesso l'esecuzione dei lavori, quantomeno interni alla cupola, al Lanfranco. Questo fatto causò non pochi dissapori tra i due pittori, i cui rapporti già erano tesi da anni prima, tant'è che il Lanfranco riuscì ad ottenere l'incarico solo dopo alcune pressioni fatte al cardinale, che decise quindi di divere il lavoro tra i due, dove il Domenichino avrebbe compiuto gli evangelisti nei pennacchi.

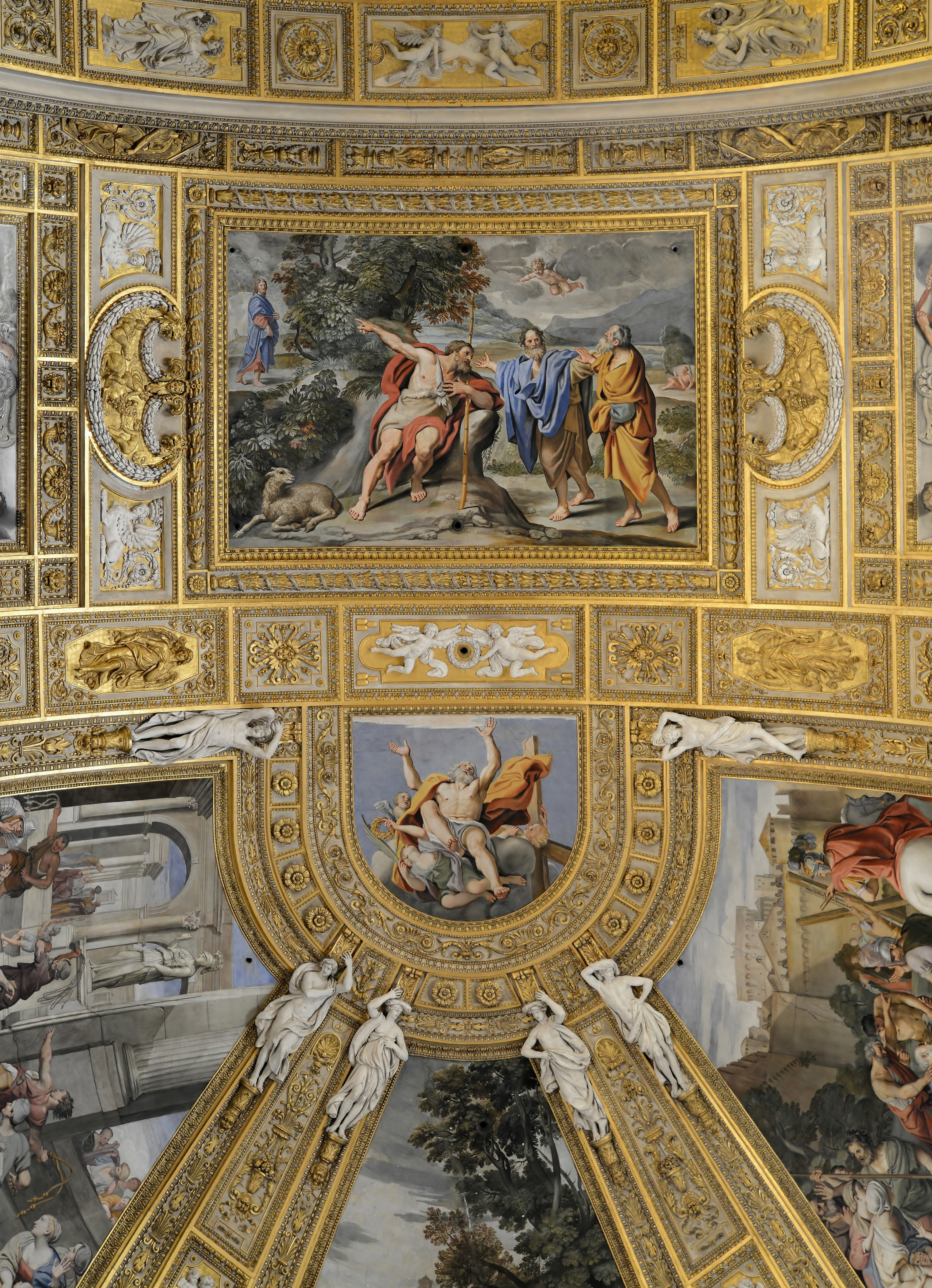
Affreschi dell'abside (1627-1628) della chiesa di Sant'Andrea della Valle, Roma

La prima parte completata fu la decorazione dei pennacchi, che furono completati intorno al 1625 con quattro evangelisti. Nell'insieme l'artista forza il suo linguaggio classico verso una composizione più ariosa e verso un recupero della resa atmosferica del maestro Ludovico Carracci in aperta competizione col Lanfranco. Lo stile degli evangelisti vede alle reminiscenze raffaellesche e michelangiolesche l'aggiunta di una forte nota correggesca, mentre nei singoli episodi della vita del santo, ancora rigorosamente separati da costoloni decorati, lo scenario è allargato e nei modi ricorda ancora una volta alcuni assunti di Ludovico Carracci.
Dopo la morte del cardinale Alessandro Peretti Montalto e del papa Gregorio XV, avventa per entrambi nel 1623, seguì il cantiere viene seguito dal nipote il cardinale Francesco Peretti. Tuttavia il cambio di pontefice a favore del toscano Maffeo Barberini, divenuto papa Urbano VIII, crea non poco imbarazzo al Domenichino, che deve ritrovare l'energia per riuscire ad accaparrarsi commesse cittadine. Ancor di più a complicare la faccenda fu il fatto che anche l'antico protettore, Giovanni Battista Agucchi, lasciò Roma in quel frangente, venendo inviato dal nuovo papa a svolgere il ruolo di nunzio apostolico a Venezia.
La chiesa di Sant'Andrea della Valle inoltre era di fatto il pantheon della famiglia Barberini, pertanto diventava importante instaurare un rapporto di stima reciproco tra le due parti. Il Domenichino per avvantaggiare il buon esito delle relazioni chiamò il cardinale Francesco Barberini a fungere da padrino per un'altra sua figlia, cosa che gli procurò la commessione di una pittura su muro (il Martirio di san Sebastiano, 1625-1630) addirittura per la basilica di San Pietro, poi staccata ricollocata in Santa Maria degli Angeli.
Tra il 1627 e il 1628 si conclude il ciclo per la chiesa della Valle con la decorazione ad affresco della calotta absidale, dove furono realizzate altre cinque scene sulle Storie di sant'Andrea (San Giovanni Battista indica Cristo ai futuri apostoli Andrea e Giovanni nel riquadro sotto l'arcone presbiteriale, la Gloria di sant'Andrea, immediatamente in basso, la Vocazione dei fratelli Pietro e Andrea, al centro del catino absidale, Sant'Andrea condotto al martirio, nel riquadro a destra e la Flagellazione di sant'Andrea, nel riquadro a sinistra) e, negli spicchi del registro inferiore, le personificazioni delle virtù.

#### Gli ultimi anni romani sotto il pontificato Barberini (fino al 1630)
Nel 1623 Domenichino compie la pala d'altare della Conversione di San Paolo del duomo di Volterra e inizia il Rimprovero ad Adamo ed Eva, che sarà donato dall'architetto André le Nôtre a Luigi XIV nel 1693. Eseguita su rame con una forte attenzione ai contrasti cromatici, l'opera ricorda la produzione di Adam Elsheimer e, soprattutto, di Paul Brill. La figura del Padreterno è una citazione michelangiolesca dalla volta della Cappella Sistina, mentre gli animali in primo piano simboleggiano - il leone e l'agnello, secondo citazioni bibliche e virgiliane - la pacifica convivenza dell'età dell'oro, mentre il cavallo che, da Geremia, simboleggia la lussuria, annuncia la fine, col peccato originale, di quella mitica età.

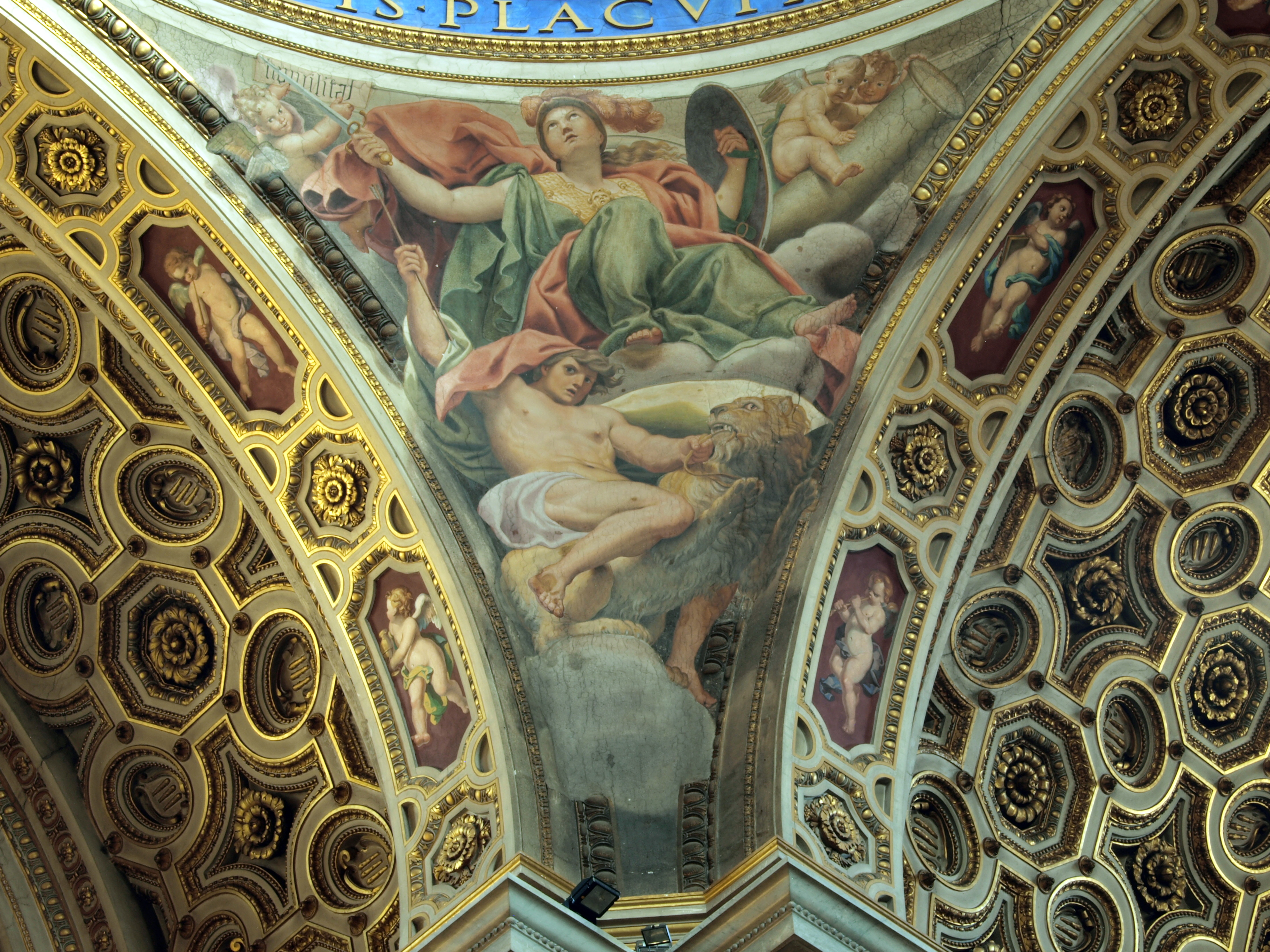
Uno dei pennacchi (1628-1630) della chiesa di San Carlo ai Catinari, Roma

Nel 1625 disegna la cappella della Madonna di Strada Cupa commissionata da monsignor Cecchini per la chiesa di Santa Maria in Trastevere, l'altare della cappella Porfirio della chiesa di San Lorenzo in Miranda, mentre risale agli ultimi anni romani il progetto architettonico del portale di palazzo Lancellotti ai Coronari. Nel 1628 inizia invece gli affreschi per i pennacchi di San Carlo ai Catinari che termina nel 1630 con la realizzazione delle quattro virtù cardinali (Prudenza, Giustizia, Fortezza e Temperanza).

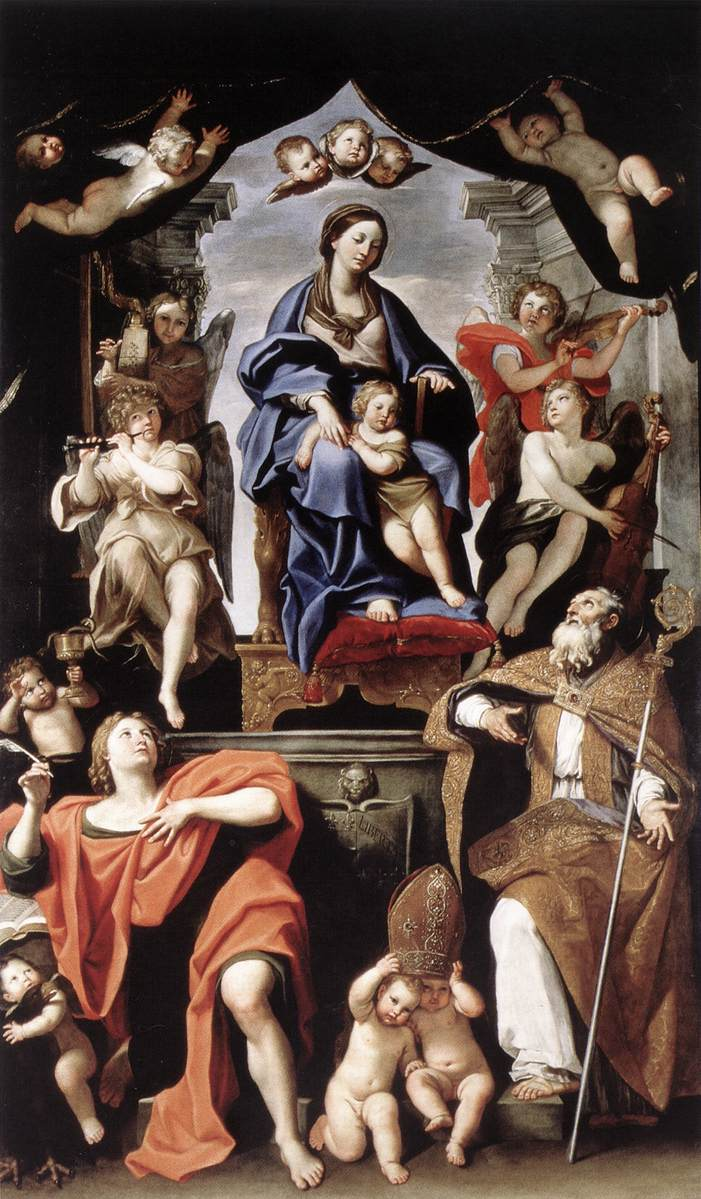
Madonna col Bambino e i santi Petronio e Giovanni Evangelista (1629), Galleria Nazionale di palazzo Barberini, Roma

Nel 1629 intanto realizza, grazie alla raccomandazione dell'Agucchi (che intanto si era trasferito a Venezia) a cui la confraternita si rivolse, la grande pala d'altare per la chiesa dei Bolognesi a Roma, la Madonna col Bambino e i santi Petronio e Giovanni Evangelista. Stando alle parole del biografo Carlo Cesare Malvasia il pittore ha messo nella scena le proprie competenze musicali, di cui la passione sarebbe sorta tra il secondo e terzo decennio del secolo, rappresentandovi il complesso strumentale degli angeli (un’arpa, un cornetto, un violino e una viola da gamba) che ricalca quello della sonata in trio tipica del periodo barocco. Oltre a questo aspetto la tela mostra altre innovazioni che il pittore stava sperimentando in quel periodo, come le tonalità rischiarate e l'uso di una composizione strettamente connessa agli assunti matematici geometrici, sollecitati dal rapporto col maestro Matteo Zaccolini, che danno al quadro una connotazione ancor più classicista.
La sua grande attività romana di questi anni lo porta all'elezione, per l'anno 1630, alla massima carica della prestigiosa Accademia nazionale di San Luca, la più importante istituzione artistica dell'epoca a Roma. Tuttavia la nomina non ebbe effettivo seguito poiché, già arrivato in realtà secondo dietro a Guido Reni nella lista stilata a novembre 1629, che però questi fu squalificato poiché non viveva più a Roma, il Domenichino dovette sottostare anche al volere del cardinale Francesco Barberini, il quale attraverso una disposizione ufficiale diede mandato a Cassiano dal Pozzo di manifestare le sue volontà di nominare principe dell'Accademia il protetto Gian Lorenzo Bernini, cosa che effettivamente avvenne a far data dal 1º gennaio del 1630.
Nonostante i successi individuali e la fama oramai raggiunta, anche in ambito imprenditoriale arrivando a formare una interessante bottega dove vi prese parte persino il giovane (dicannovenne) Sassoferrato, il Domenichino sentì che l'aria era cambiata rispetto agli anni addietro. Non trovando più l'appoggio dei vecchi amici di un tempo il pittore coglie l'occasione per lasciare la casa dove abitava in piazza dei Signori nei pressi della chiesa dei Santi Vincenzo e Anastasio a Roma, per la volta di Napoli, dove fu chiamato a realizzare affreschi al più importante cantiere della città di quel tempo, la cappella di San Gennaro.

### Il trasferimento a Napoli (1630-1641)

#### Il cantiere della cappella di San Gennaro

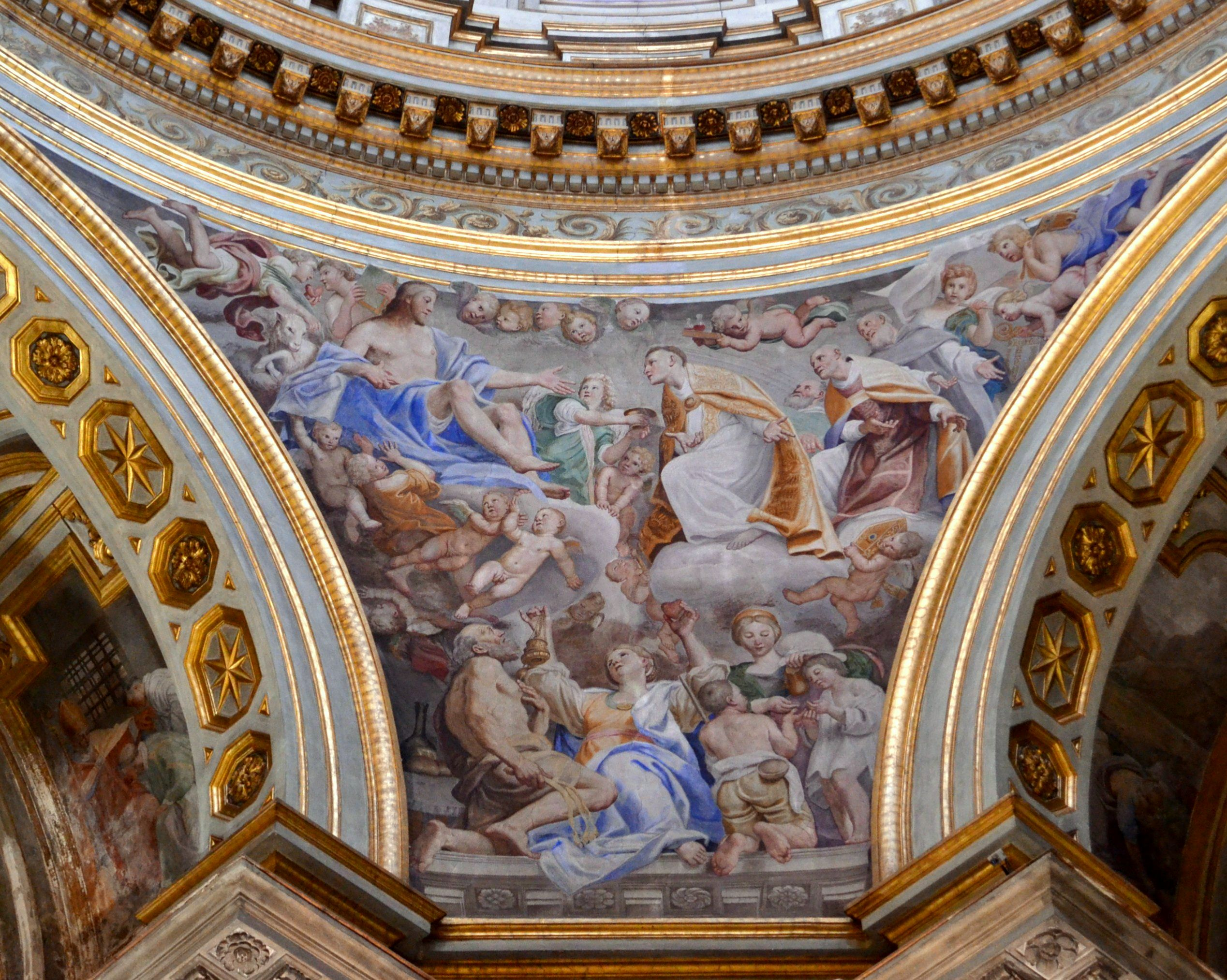
Patrocinio dei santi Gennaro, Agrippina e Agnello Abate (1638-1641), uno dei pennacchi della cupola di San Gennaro, Napoli

Il 23 marzo del 1630 accetta, in una lettera inviata a Muzio Capece a Napoli, uno dei componenti della Deputazione della cappella del Tesoro nel duomo, l'incarico di eseguire un complesso schema decorativo comprendente sia affreschi che dipinti oli su rame sulle Storie di san Gennaro. Terminati nel giugno gli affreschi di San Carlo ai Catinari, nel novembre il pittore si trasferisce nella città partenopea.
Il lavoro era complesso e articolato, dovendo affrescare svariate parti dell'ambiente, tra lunette, sott'archi, pennacchi e cupola. L'artista inoltre non trovò un cammino facile: contrastato da artisti napoletani, quali Belisario Corenzio, Jusepe de Ribera e Battistello Caracciolo, gelosi della sua fortuna che costituirono un gruppo intimidatorio definito cabala di Napoli, non apprezzato dal viceré e angustiato, per motivi di interesse, da suoi familiari, nell'estate del 1634 abbandona la città per Frascati, dove è ospitato nella già conosciuta villa Aldobrandini. I deputati del Tesoro di San Gennaro fanno di tutto per far tornare il Domenichino così da poter completare il cantiere, arrivando a sequestrare la moglie e la figlia che erano rimaste intanto a Napoli, cosicché, all'inizio dell'anno successivo, il pittore a ritorno in città per proseguire i lavori.
Nel 1637 riceve il pagamento per nove dei dodici affreschi sui sott'archi e lunette, che rappresentano decisamente quelli di maggior spessore stilistico che risultano in armonia con il suo personale percorso artistico.
Nel mese di giugno 1638 comincia a dipingere anche la cupola della cappella, dove affresca i pennacchi (terminati nel 1641) alterando le tendenze sviluppate in quelli di Sant'Andrea della Valle, non raggiungendo infatti gli stessi risultati qualitativi, a differenza dei quali riempie in questo caso gli spazi con una moltitudine di figure gesticolanti che sembrano pietrificate, come a voler dare loro un significato prettamente iconografico. Inoltre, l'uso della tonalità argentea e il riempimento della scena con il volto di svariati cherubini che sbucano tra le nubi sembrano, sotto il profilo stilistico, esser eseguiti in continuità con la pala dei santi Petronio e Giovanni per la chiesa dei Bolognesi a Roma.

Nel 1640 vengono completati quattro su sei oli su rame commissionati per gli altari. Così come accaduto per i pennacchi, anche in questi dipinti il pittore si è scostato dai suoi modi pittorici più noti, abbandonando un contenuto classicista-paesaggista per ritornare a uno stile più vicino all'antico maestro Ludovico Carracci, e nel contempo ad adeguarsi probabilmente alla tendenza che ancora era in voga nella città partenopea in quegli anni, ossia a una pittura più naturalista e chiaroscurale. Furono diverse le opere che non furono terminate dal pittore per la sopraggiunta improvvisa morte: un dipinto mai iniziato fu quindi riassegnato a Jusepe de Ribera, mentre un altro che non fu ultimato (San gennaro che libera un'ossessa) venne affidato ex-novo a Massimo Stanzione (che tuttavia realizzò una versione che comunque non fu preferita a quella del Domenichino).

La serie di dipinti sulle Storie di san Gennaro (1640)
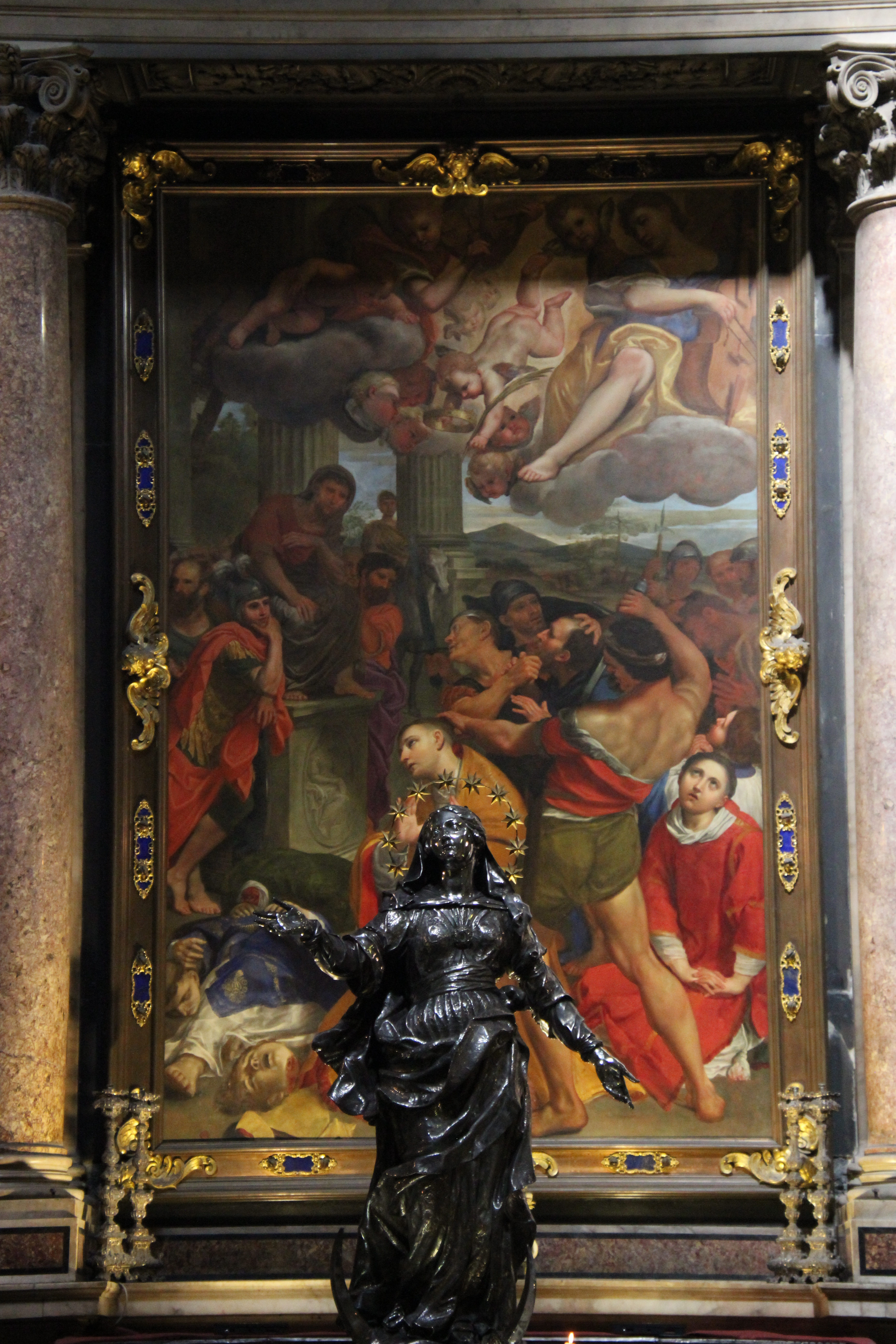
Decollazione di San Gennaro
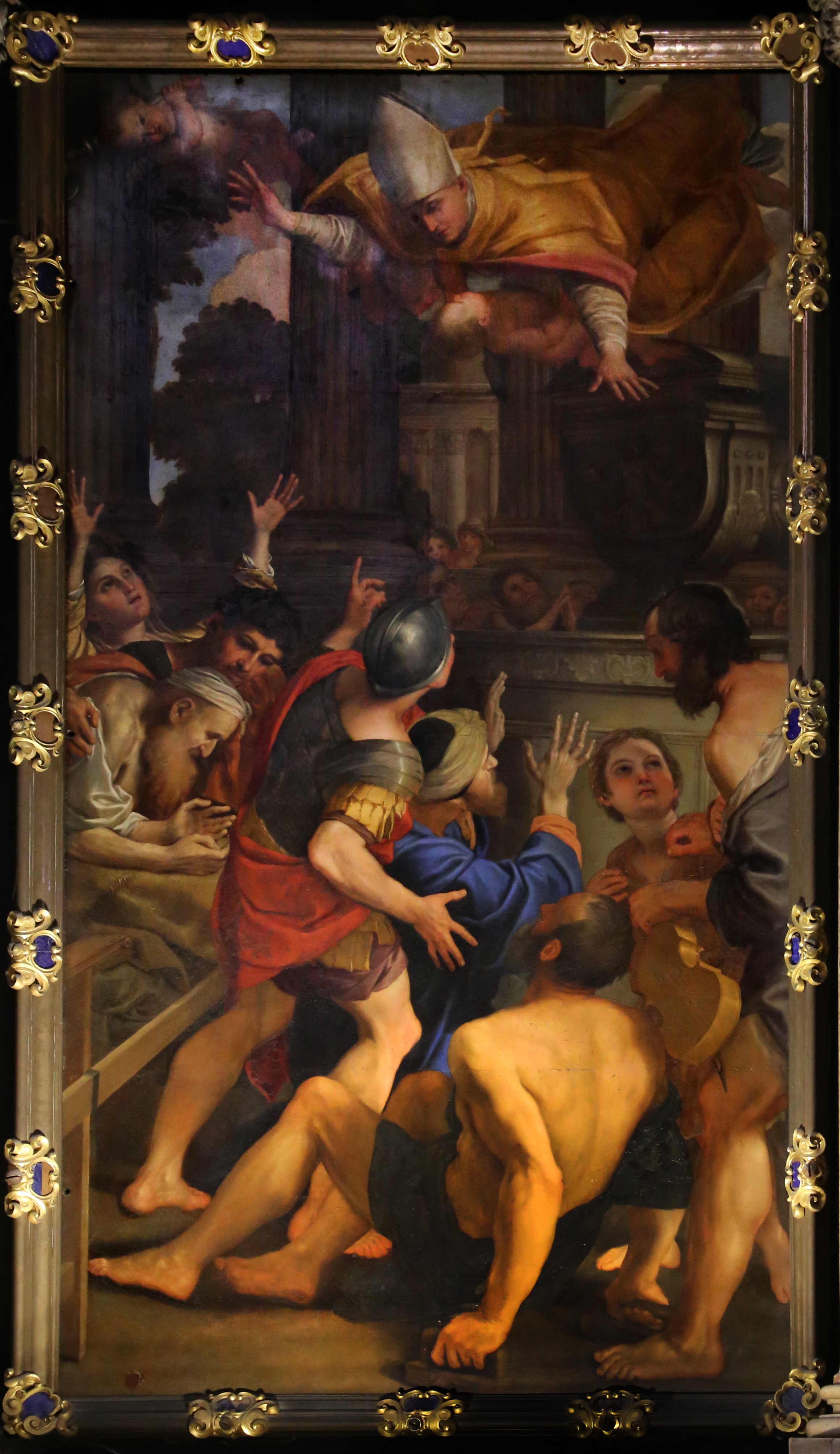
Infermi visitano la tomba di san Gennaro
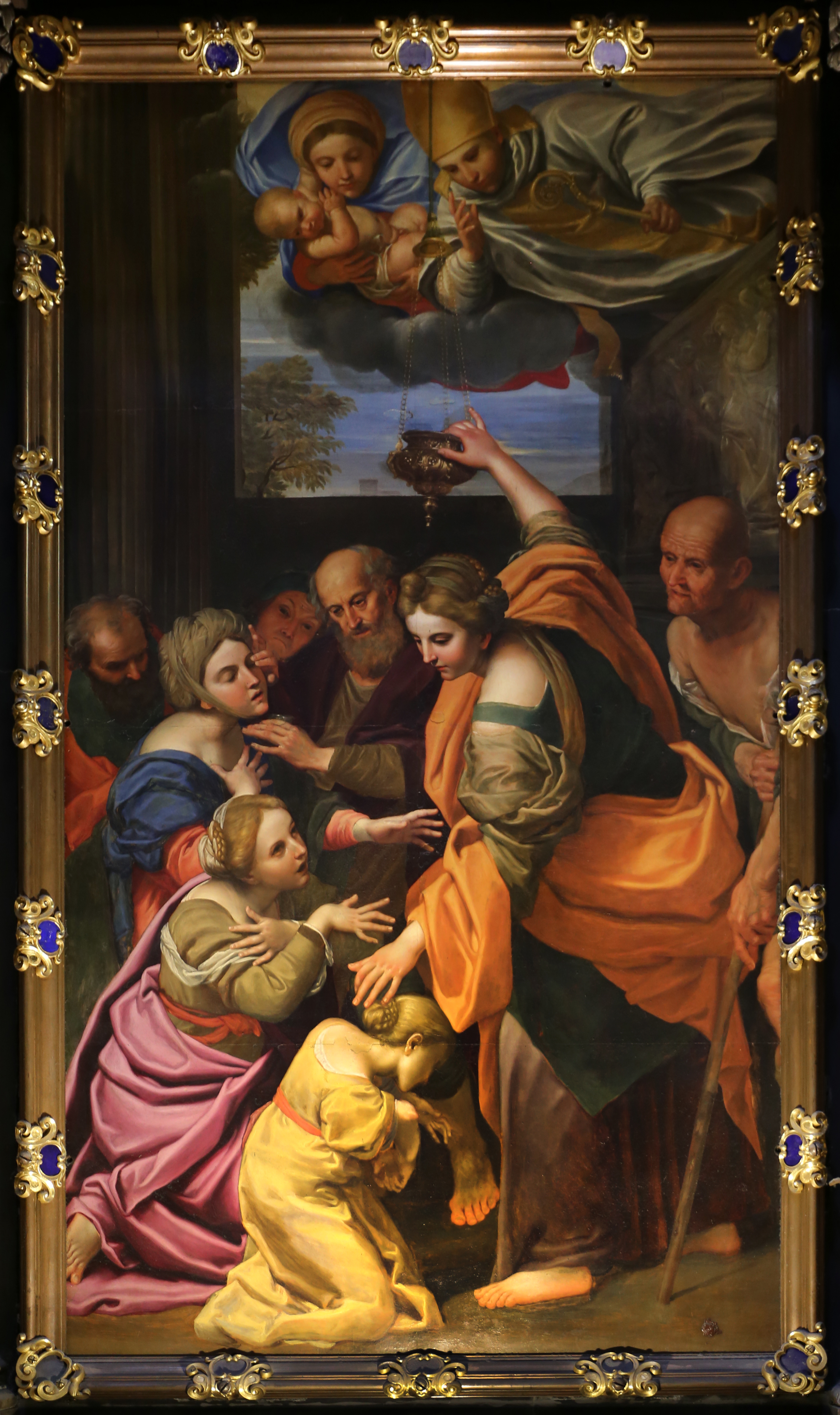
San Gennaro guarisce un infermo
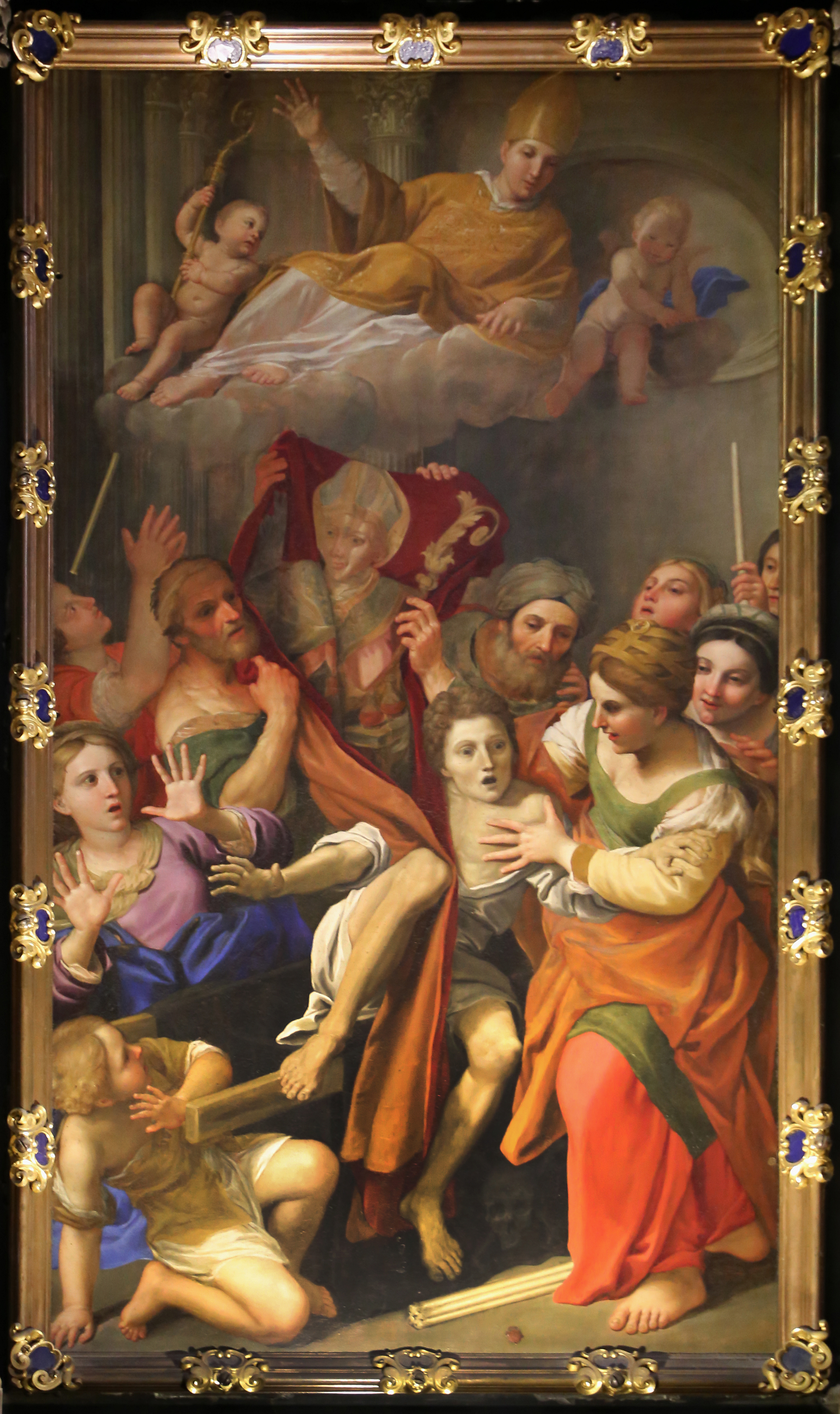
San Gennaro libera un'ossessa
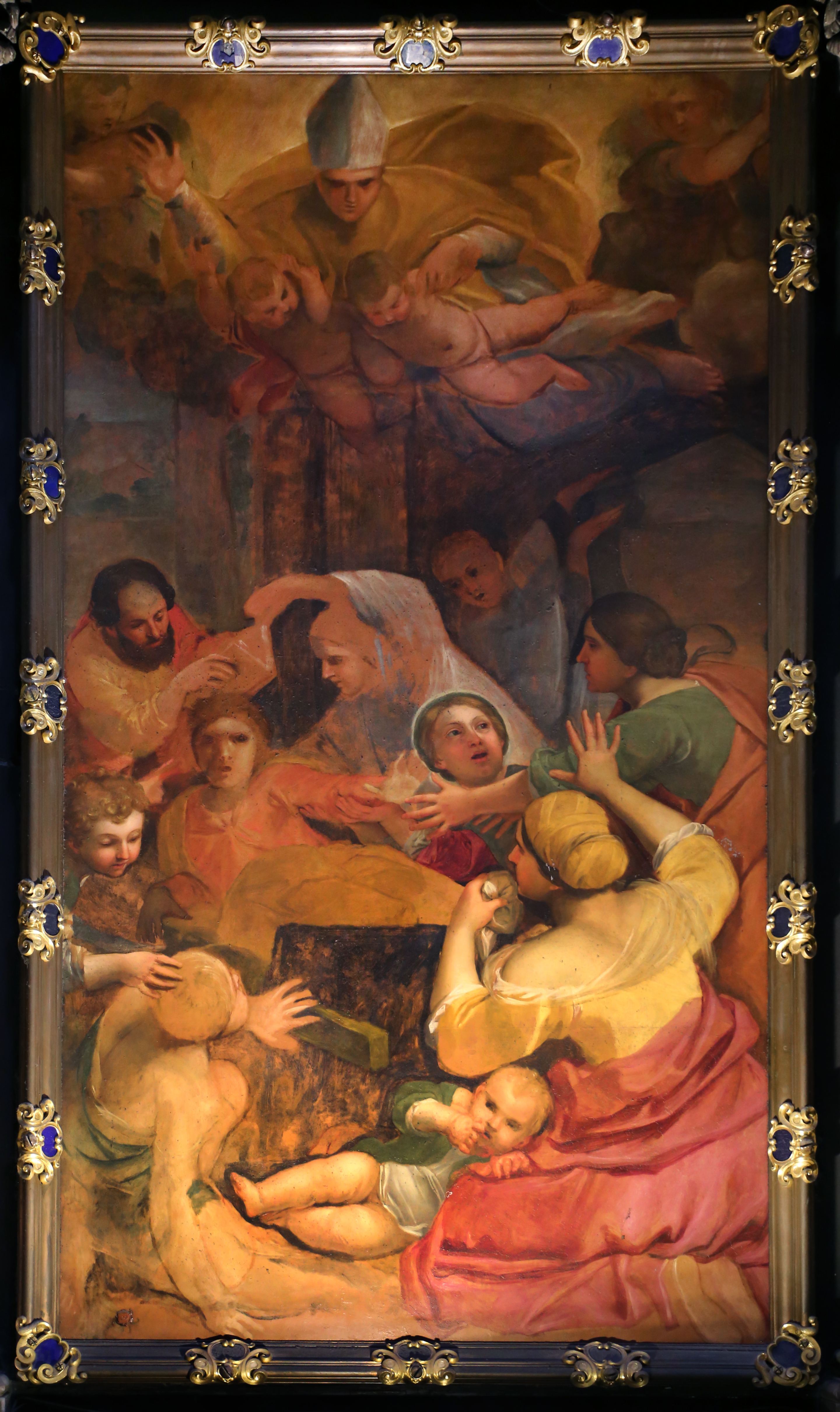
San Gennaro resuscita un morto

#### La morte (1641)
Il Domenichino muore il 6 aprile 1641, tre giorni dopo aver steso il suo testamento. Le circostanze del suo decesso sono sin dal principio state poco chiare, tant'è che il Passeri sospettò addirittura che il pittore fosse stato avvelenato.
La calotta della cupola di San Gennaro fu fatta in tempo ad esser solo iniziata dal pittore, pertanto dopo la sua morte venne chiesto da parte della Deputazione un parere sullo stato dell'arte ancora una volta al Ribera e allo Stanzione, che questi la giudicarono non eccelsa e quindi non da completare, ma bensì da rimpiazzare con un nuovo ciclo. Così come avvenne più di dieci anni prima in Sant'Andrea della Valle a Roma, l'affresco della cupola inizialmente realizzato dal Domenichino viene cancellato del tutto e ricoperto con nuovo intonaco, mentre al rivale Giovanni Lanfranco ne viene commissionato uno nuovo.

## Stile e attività artistica
Cresciuto nella bottega e influenza dei Carracci, il Domenichino si manifesta sin dal principio come pittore paesaggista di eccelsa fattura, che inserisce nelle sue composizioni in maniera pressoché dominante rispetto alle figure ritratte, o comunque come parte incisiva dell'intera storia dipinta. Dopo l'incontro con l'Agucchi nel 1604, con cui stringerà un legame di amicizia fino alla morte del critico, il suo stile si consolida verso i suoi principi teorici, ossia nella ricerca del bello ideale mediante una pittura classicista e allontanandosi da quella naturalista.
Il pittore ha all'attivo un elevato numero di opere realizzate, tra i pochi assieme al maestro Annibale Carracci a non lasciare fuori dal proprio catalogo alcun tipo genere (paesaggi, quadri storici, ritratti, bambocciate). Oltre a pitture da cavalletto e pale per chiese pubbliche il Domenichino fu particolarmente incisivo nella pittura ad affresco, grazie alla quale sin dalle grandi decorazioni di cappelle e palazzi della nobiltà romana degli anni giovanili, lo hanno reso tra i pittori più ricercati del panorama locale.
A differenza dei suoi conterranei Guido Reni, Francesco Albani e il Guercino, il Domenichino seppur ebbe nella sua bottega diversi artisti a studiare pittura (come il Sassoferrato) o semplicemente a perfezionarsi nel disegno e discutere con lui di questioni artistiche, come Nicolas Poussin e Pietro Testa, non si avvalse mai di collaboratori in maniera assidua. Tra i membri del suo atelier figurano nel tempo diversi nomi, come Antonio Barbalonga, Giovanni Angelo Canini, Francesco Cozza, Alessandro Fortuna, Giovanni Battista Ruggeri, Francesco Raspantino,Andrea Camassei e Giovan Battista Viola, quest'ultimo pittore bolognese già allievo di Annibale Carracci e più anziano del Domenichino, il quale, specializzato in paesaggi, collaborò con lo Zampieri negli affreschi Giustiniani di Bassano Romano.